# Liste der Star-Wars-Serien

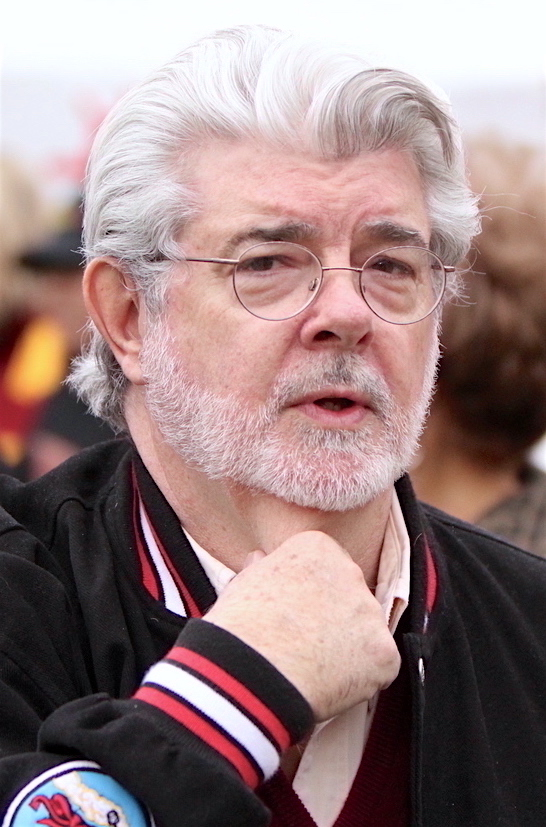
George Lucas, Schöpfer von Star Wars

Dieser Artikel gibt einen Überblick über die Fernsehserien, die im fiktiven Star-Wars-Universum spielen. Das vom Filmemacher George Lucas kreierte Franchise umfasst bis heute neben zahlreichen Filmen sechs Fernseh- sowie diverse Web-, Micro- und Anthologie-Serien.
Mitte der 1980er Jahre wurden mit Freunde im All (Droids) und Die Ewoks zwei Zeichentrickserien ausgestrahlt, die chronologisch kurz vor beziehungsweise parallel zur Original-Trilogie spielen. In den 2000er Jahren folgten die Micro-Serie Clone Wars und die Animationsserie The Clone Wars, die zu Zeiten der Prequel-Trilogie einzuordnen sind. In den 2010ern erschienen die Animationsserien Rebels und Resistance. Während Rebels kurz vor der Original-Trilogie spielt, ist Resistance im Zeitraum der Sequel-Trilogie angesiedelt. Vier weitere animierte Serien, die zwischen 2010 und 2020 veröffentlicht wurden, wurden als Micro-Serien (Serie mit meist drei- bis vierminütigen Episoden, die zu Werbezwecken dienen) konzipiert.
Mit Underworld sollte 2010 die erste Realserie starten, die im Star-Wars-Universum spielt. Nach mehrfachen Verschiebungen wurde auf deren Grundlage 2017 die Serie The Mandalorian entwickelt, die 2019 exklusiv auf Disney+ startete. Für eine Veröffentlichung auf dem Dienst wurden 2020 sieben weitere Real- sowie drei weitere Animationsserien angekündigt, die seit Mai 2021 in unregelmäßigen Veröffentlichungs-Abständen erscheinen.
Die Fernsehserien gehören zum sogenannten Erweiterten Universum (engl. Expanded Universe), worunter im Star-Wars-Kontext alle lizenzierten Star-Wars-Materialien außerhalb der Kinofilme verstanden werden. Seit der Übernahme der Star-Wars-Marke durch Disney gehören ein Großteil der Werke des Erweiterten Universums nicht mehr zum offiziellen Kanon, sondern sind Teil der unkanonischen Zeitlinie Legends. Darunter fallen ebenfalls sämtliche Serien, die vor 2012 veröffentlicht wurden, mit Ausnahme der Animationsserie The Clone Wars. Die meisten seitdem veröffentlichten Serien gehören dem offiziellen Kanon an.

## Chronologie
Die Reihenfolge der Filme und Serien entspricht nicht der Entstehungsgeschichte. Die folgende Tabelle zeigt die Reihenfolge innerhalb des Universums.
| Die dunkle Bedrohung |                   |                   |                   |                   |                   |                   |               | I             |               |               |               |               |                          |                          |                          |                          |                          |                          |                          |                         |                         |                         |                         |                         |                         |                         |                         |                   |                   |                   |                         |                         |                         |                         |
| Angriff der Klonkrieger |                   |                   |                   |                   |                   |                   |               |               |               | II            |               |               |                          |                          |                          |                          |                          |                          |                          |                         |                         |                         |                         |                         |                         |                         |                         |                   |                   |                   |                         |                         |                         |                         |
| Die Rache der Sith |                   |                   |                   |                   |                   |                   |               |               |               |               |               | III           |                          |                          |                          |                          |                          |                          |                          |                         |                         |                         |                         |                         |                         |                         |                         |                   |                   |                   |                         |                         |                         |                         |
| Krieg der Sterne |                   |                   |                   |                   |                   |                   |               |               |               |               |               |               |                          |                          |                          |                          |                          |                          |                          |                         |                         | IV                      | IV                      |                         |                         |                         |                         |                   |                   |                   |                         |                         |                         |                         |
| Das Imperium schlägt zurück |                   |                   |                   |                   |                   |                   |               |               |               |               |               |               |                          |                          |                          |                          |                          |                          |                          |                         |                         |                         |                         |                         | V                       |                         |                         |                   |                   |                   |                         |                         |                         |                         |
| Die Rückkehr der Jedi-Ritter |                   |                   |                   |                   |                   |                   |               |               |               |               |               |               |                          |                          |                          |                          |                          |                          |                          |                         |                         |                         |                         |                         |                         | VI                      |                         |                   |                   |                   |                         |                         |                         |                         |
| Das Erwachen der Macht |                   |                   |                   |                   |                   |                   |               |               |               |               |               |               |                          |                          |                          |                          |                          |                          |                          |                         |                         |                         |                         |                         |                         |                         |                         |                   |                   |                   |                         | VII                     |                         |                         |
| Die letzten Jedi |                   |                   |                   |                   |                   |                   |               |               |               |               |               |               |                          |                          |                          |                          |                          |                          |                          |                         |                         |                         |                         |                         |                         |                         |                         |                   |                   |                   |                         |                         | VIII                    |                         |
| Der Aufstieg Skywalkers |                   |                   |                   |                   |                   |                   |               |               |               |               |               |               |                          |                          |                          |                          |                          |                          |                          |                         |                         |                         |                         |                         |                         |                         |                         |                   |                   |                   |                         |                         |                         | IX                      |
| Rogue One |                   |                   |                   |                   |                   |                   |               |               |               |               |               |               |                          |                          | a)                       |                          |                          |                          |                          |                         | R1                      |                         |                         |                         |                         |                         |                         |                   |                   |                   |                         |                         |                         |                         |
| Solo |                   |                   |                   |                   |                   |                   |               |               |               |               |               |               |                          |                          | a)                       |                          | S                        |                          |                          |                         |                         |                         |                         |                         |                         |                         |                         |                   |                   |                   |                         |                         |                         |                         |
| Die Abenteuer der jungen Jedi | YJA               |                   |                   |                   |                   |                   |               |               |               |               |               |               |                          |                          |                          |                          |                          |                          |                          |                         |                         |                         |                         |                         |                         |                         |                         |                   |                   |                   |                         |                         |                         |                         |
| The Clone Wars (+ Kinofilm) |                   |                   |                   |                   |                   |                   |               |               |               | TCW           | TCW           | TCW           |                          |                          |                          |                          |                          |                          |                          |                         |                         |                         |                         |                         |                         |                         |                         |                   |                   |                   |                         |                         |                         |                         |
| The Bad Batch |                   |                   |                   |                   |                   |                   |               |               |               |               |               | TBB           | TBB                      |                          |                          |                          |                          |                          |                          |                         |                         |                         |                         |                         |                         |                         |                         |                   |                   |                   |                         |                         |                         |                         |
| Rebels |                   |                   |                   |                   |                   |                   |               |               |               |               |               |               |                          |                          |                          |                          |                          |                          |                          | Rebels                  | Rebels                  |                         |                         |                         |                         |                         | b)                      |                   |                   |                   |                         |                         |                         |                         |
| Resistance |                   |                   |                   |                   |                   |                   |               |               |               |               |               |               |                          |                          |                          |                          |                          |                          |                          |                         |                         |                         |                         |                         |                         |                         |                         |                   |                   |                   | Resistance              | Resistance              | Resistance              | Resistance              |
| The Acolyte |                   |                   | c)                |                   | TA                |                   |               |               |               |               |               |               |                          |                          |                          |                          |                          |                          |                          |                         |                         |                         |                         |                         |                         |                         |                         |                   |                   |                   |                         |                         |                         |                         |
| Obi-Wan-Kenobi |                   |                   |                   |                   |                   |                   |               |               |               |               |               |               |                          |                          |                          |                          |                          | K                        |                          |                         |                         |                         |                         |                         |                         |                         |                         |                   |                   |                   |                         |                         |                         |                         |
| Andor |                   |                   |                   |                   |                   |                   |               |               |               |               |               |               |                          |                          |                          |                          |                          |                          |                          | Andor                   | Andor                   |                         |                         |                         |                         |                         |                         |                   |                   |                   |                         |                         |                         |                         |
| The Mandalorian |                   |                   |                   |                   |                   |                   |               |               |               |               |               |               |                          |                          |                          |                          |                          |                          |                          |                         |                         |                         |                         |                         |                         |                         |                         |                   | M                 |                   |                         |                         |                         |                         |
| Das Buch von Boba Fett |                   |                   |                   |                   |                   |                   |               |               |               |               |               |               |                          |                          |                          |                          |                          |                          |                          |                         |                         |                         |                         |                         |                         | c)                      | c)                      |                   | BF                |                   |                         |                         |                         |                         |
| Ahsoka |                   |                   |                   |                   |                   |                   |               |               |               |               |               |               |                          |                          |                          |                          |                          |                          |                          |                         |                         |                         |                         |                         |                         |                         |                         |                   | A                 |                   |                         |                         |                         |                         |
| Skeleton Crew |                   |                   |                   |                   |                   |                   |               |               |               |               |               |               |                          |                          |                          |                          |                          |                          |                          |                         |                         |                         |                         |                         |                         |                         |                         |                   | SC                |                   |                         |                         |                         |                         |
| Ära | Die Hohe Republik | Die Hohe Republik | Die Hohe Republik | Die Hohe Republik | Die Hohe Republik | Die Hohe Republik | Fall der Jedi | Fall der Jedi | Fall der Jedi | Fall der Jedi | Fall der Jedi | Fall der Jedi | Herrschaft des Imperiums | Herrschaft des Imperiums | Herrschaft des Imperiums | Herrschaft des Imperiums | Herrschaft des Imperiums | Herrschaft des Imperiums | Herrschaft des Imperiums | Zeitalter der Rebellion | Zeitalter der Rebellion | Zeitalter der Rebellion | Zeitalter der Rebellion | Zeitalter der Rebellion | Zeitalter der Rebellion | Zeitalter der Rebellion | Zeitalter der Rebellion | Die Neue Republik | Die Neue Republik | Die Neue Republik | Aufstieg der 1. Ordnung | Aufstieg der 1. Ordnung | Aufstieg der 1. Ordnung | Aufstieg der 1. Ordnung |
| _ Prequel-Trilogie (Episoden I–III) _ Original-Trilogie (Episoden IV–VI) _ Sequel-Trilogie (Episoden VII–IX) _ A-Star-Wars-Story-Filme _ (kanonische) Animations-Serien _ (kanonische) Real-Serien |                   |                   |                   |                   |                   |                   |               |               |               |               |               |               |                          |                          |                          |                          |                          |                          |                          |                         |                         |                         |                         |                         |                         |                         |                         |                   |                   |                   |                         |                         |                         |                         |
| Die Folgen der Serien Die Mächte des Schicksals und Geschichten der Jedi spielen jeweils zu unterschiedlichen Zeitpunkten, sodass eine Auflistung in der Tabelle nicht sinnvoll möglich ist. Ebenfalls nicht aufgelistet sind Miniserien, Kurzgeschichten, Comics, Bücher und andere Begleitwerke des offiziellen Star-Wars-Kanons sowie der Themenpark Star Wars: Galaxy’s Edge (zwischen VIII und IX). Zur schematischen Einordnung der Handlungen wird die fiktive Zeitrechnung des Star-Wars-Universums verwendet. Diese unterscheidet zwischen den Jahren vor der Schlacht von Yavin (VSY) und nach der Schlacht von Yavin (NSY). Die Schlacht von Yavin IV bildet das Ende von Krieg der Sterne (1977), bei dem Luke Skywalker und die Rebellenallianz den ersten Todesstern zerstören. |                   |                   |                   |                   |                   |                   |               |               |               |               |               |               |                          |                          |                          |                          |                          |                          |                          |                         |                         |                         |                         |                         |                         |                         |                         |                   |                   |                   |                         |                         |                         |                         |
| a) Prolog, b) Epilog, c) Rückblenden |                   |                   |                   |                   |                   |                   |               |               |               |               |               |               |                          |                          |                          |                          |                          |                          |                          |                         |                         |                         |                         |                         |                         |                         |                         |                   |                   |                   |                         |                         |                         |                         |

## Animationsserien
| Titel                         | Titel                                        | Staffel             | Episoden            | Deutsche Veröffentlichung | Deutsche Veröffentlichung | Deutsche Veröffentlichung | Showrunner                        | Kanon |
| Deutscher Titel               | Originaltitel                                | Staffel             | Episoden            | Premiere                  | Finale                    | Anbieter                  | Showrunner                        | Kanon |
| ----------------------------- | -------------------------------------------- | ------------------- | ------------------- | ------------------------- | ------------------------- | ------------------------- | --------------------------------- | ----- |
| Freunde im All                | Droids                                       | 1                   | 13                  | 2. Oktober 1989           | 25. Dezember 1989         | ProSieben                 | Ken Stephenson & Raymond Jafelice | nein  |
| Freunde im All                | Droids                                       | 2                   | 2                   | 1. Januar 1990            | 8. Januar 1990            | ProSieben                 | Ken Stephenson & Raymond Jafelice | nein  |
| Die Ewoks                     | Ewoks                                        | 1                   | 13                  | 6. April 1988             | 7. September 1988         | ZDF                       | Ken Stephenson & Raymond Jafelice | nein  |
| Die Ewoks                     | Ewoks                                        | 2                   | 22                  | 28. September 1988        | 6. Juni 1990              | ZDF                       | Ken Stephenson & Raymond Jafelice | nein  |
| The Clone Wars                | The Clone Wars                               | Film (aus 4 Folgen) | Film (aus 4 Folgen) | 14. August 2008           | 14. August 2008           | Kino                      | Dave Filoni                       | ja    |
| The Clone Wars                | The Clone Wars                               | 1                   | 22                  | 23. November 2008         | 26. April 2009            | ProSieben                 | Dave Filoni                       | ja    |
| The Clone Wars                | The Clone Wars                               | 2                   | 22                  | 8. November 2009          | 30. Oktober 2010          | ProSieben                 | Dave Filoni                       | ja    |
| The Clone Wars                | The Clone Wars                               | 2                   | 22                  | 8. November 2009          | 30. Oktober 2010          | Kabel eins                | Dave Filoni                       | ja    |
| The Clone Wars                | The Clone Wars                               | 3                   | 22                  | 8. Januar 2011            | 4. Juni 2011              |                           | Dave Filoni                       | ja    |
| The Clone Wars                | The Clone Wars                               | 4                   | 22                  | 5. Mai 2012               | 15. Juli 2012             |                           | Dave Filoni                       | ja    |
| The Clone Wars                | The Clone Wars                               | 5                   | 20                  | 29. September 2012        | 2. März 2013              |                           | Dave Filoni                       | ja    |
| The Clone Wars                | The Clone Wars                               | 6                   | 13                  | 15. Februar 2014          | 8. März 2014              | Super RTL                 | Dave Filoni                       | ja    |
| The Clone Wars                | The Clone Wars                               | 7                   | 12                  | 24. März 2020             | 4. Mai 2020               | Disney+                   | Dave Filoni                       | ja    |
| Rebels                        | Rebels                                       | Kurzfilme           | 4                   | 12. August 2014           | 6. September 2014         | Disney XD                 | Dave Filoni                       | ja    |
| Rebels                        | Rebels                                       | 1                   | 15                  | 3. Oktober 2014           | 3. April 2015             | Disney XD                 | Dave Filoni                       | ja    |
| Rebels                        | Rebels                                       | 2                   | 22                  | 28. August 2015           | 22. April 2016            | Disney XD                 | Dave Filoni                       | ja    |
| Rebels                        | Rebels                                       | 3                   | 22                  | 5. Dezember 2016          | 11. Mai 2017              | Disney XD                 | Justin Ridge                      | ja    |
| Rebels                        | Rebels                                       | 4                   | 16                  | 10. Dezember 2017         | 24. März 2018             | Disney XD                 | Dave Filoni                       | ja    |
| Resistance                    | Resistance                                   | Kurzfilme           | 12                  | 4. Mai 2019               | 4. Mai 2019               | Disney XD                 | Justin Ridge                      | ja    |
| Resistance                    | Resistance                                   | 1                   | 21                  | 13. Oktober 2018          | 18. April 2019            | Disney XD                 | Justin Ridge                      | ja    |
| Resistance                    | Resistance                                   | 2                   | 19                  | 9. November 2019          | 28. März 2020             | Disney XD                 | Justin Ridge                      | ja    |
| The Bad Batch                 | The Bad Batch                                | 1                   | 16                  | 4. Mai 2021               | 13. August 2021           | Disney+                   | Jennifer Corbett                  | ja    |
| The Bad Batch                 | The Bad Batch                                | 2                   | 16                  | 4. Januar 2023            | 29. März 2023             | Disney+                   | Jennifer Corbett                  | ja    |
| The Bad Batch                 | The Bad Batch                                | 3                   | 15                  | 21. Februar 2024          | 1. Mai 2024               | Disney+                   | Jennifer Corbett                  | ja    |
| Visionen                      | Visions                                      | 1                   | 9                   | 22. September 2021        | 22. September 2021        | Disney+                   | Verschiedene                      | offen |
| Visionen                      | Visions                                      | 2                   | 9                   | 4. Mai 2023               | 4. Mai 2023               | Disney+                   | Verschiedene                      | offen |
| Geschichten der Jedi          | Tales of the Jedi                            | 1                   | 6                   | 26. Oktober 2022          | 26. Oktober 2022          | Disney+                   | Dave Filoni                       | ja    |
| Geschichten des Imperiums     | Tales of the Empire                          | 1                   | 6                   | 4. Mai 2024               | 4. Mai 2024               | Disney+                   | Dave Filoni                       | ja    |
| Die Abenteuer der jungen Jedi | Young Jedi Adventures                        | Kurzfilme           | 6                   | 27. März 2023             | 24. April 2023            | Disney+                   | Michael Olson                     | ja    |
| Die Abenteuer der jungen Jedi | Young Jedi Adventures                        | 1                   | 25                  | 4. Mai 2023               | 14. Februar 2024          | Disney+                   | Michael Olson                     | ja    |
| Geschichten der Unterwelt     | Tales of the Underworld                      | 1                   | 6                   | 4. Mai 2025               | 4. Mai 2025               | Disney+                   | Dave Filoni                       | ja    |
| offen                         | Maul: Shadow Lord                            | 1                   |                     | 2026                      | 2026                      | Disney+                   | offen                             |       |
| offen                         | Star Wars: Visions Presents - The Ninth Jedi | 1                   | offen               | offen                     | offen                     | Disney+                   | offen                             |       |
| offen                         | A Droid Story                                | 1                   | offen               | offen                     | offen                     | Disney+                   | offen                             | offen |

### Freunde im All

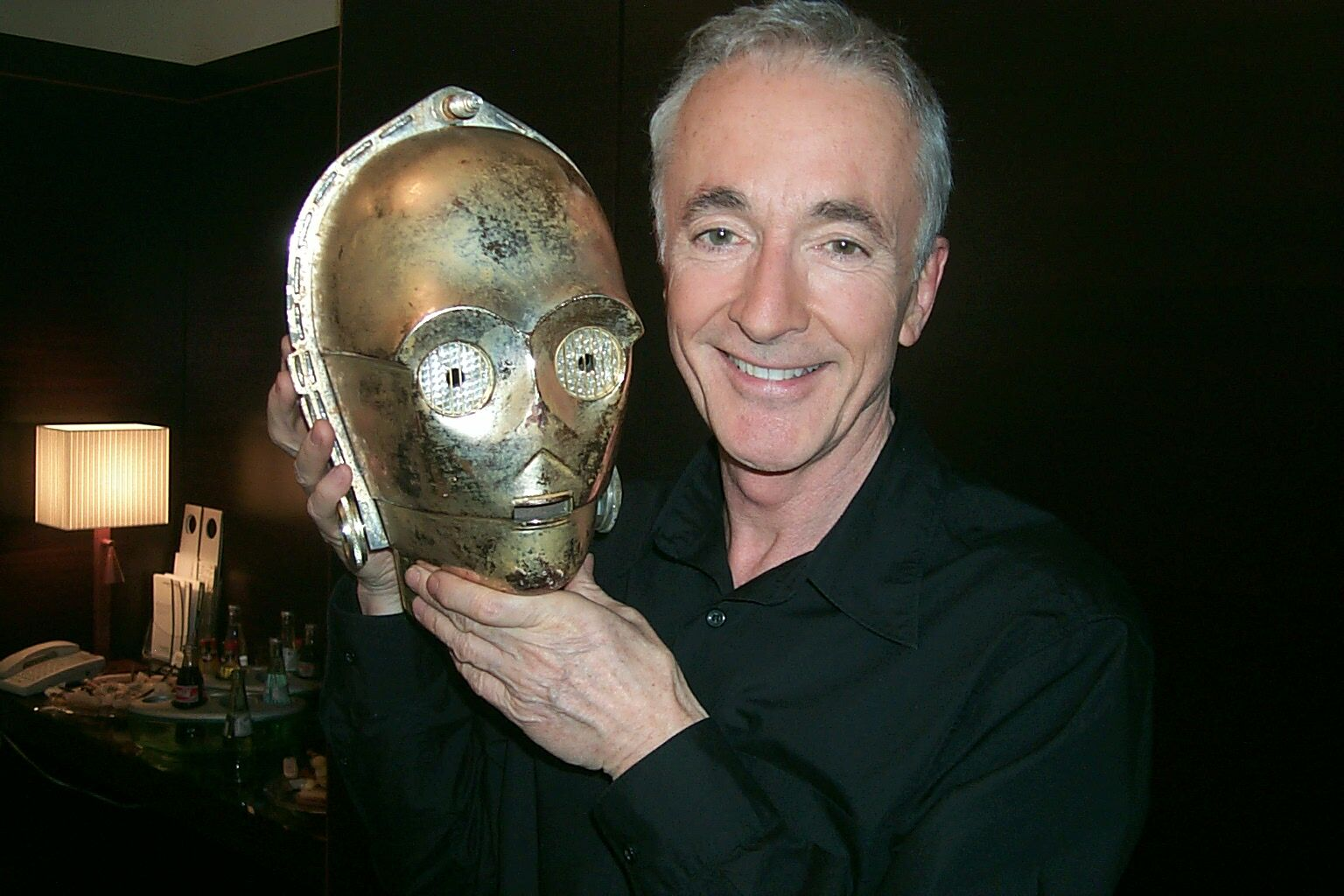
Anthony Daniels verkörperte C-3PO auch in Freunde im All

1985 wurde in den USA erstmals die Zeichentrickserie Droids, die von den Abenteuern der Figuren C-3PO und R2-D2 handelt, ausgestrahlt. Inszeniert wurde sie von Ken Stephenson und Raymond Jafelice. In Deutschland lief die Serie in 22-minütigen Folgen ab 1989 unter dem Titel Freunde im All auf ProSieben. Auf VHS-Kassette wurde sie unter dem Titel Die Abenteuer von R2D2 und C-3PO veröffentlicht.
Die Serie ist zeitlich zwischen der Handlung von Star Wars: Episode III – Die Rache der Sith und den Geschehnissen aus Eine neue Hoffnung einzuordnen. Im Mittelpunkt stehen der Protokolldroiden C-3PO und der Astromechdroiden R2-D2, die während des Aufstiegs des Galaktischen Imperiums auf Kopfgeldjäger, Piraten und kriminelle Organisationen stoßen. Nachdem die Serie mit der letzten Episode der zweiten Staffel abgeschlossen wurde, erschien mit dem Serienspezial Der vertrocknete Planet eine finale Sonderfolge. Der Schauspieler Anthony Daniels, der C-3PO in den Kinofilmen spielte, lieh dem Droiden auch in der Serie seine Stimme.

### Die Ewoks
Ebenfalls unter der Regie von Ken Stephenson und Raymond Jafelice erschien 1985 im US-amerikanischen Fernsehen die Zeichentrickserie Ewoks, die der gleichnamigen Spezies des Waldmondes Endor gewidmet wurde. In den 22-minütigen Folgen wurde das Konzept und der Zeichenstil von Freunde im Weltall wieder aufgegriffen. Ab 1989 wurde sie in Deutschland im ZDF als Die Ewoks ausgestrahlt, bevor sie im April 2021 auf dem Streaming-Service Disney+ veröffentlicht wurde.
Die Handlung der Serie spielt etwa drei Jahre nach den Ereignissen aus Eine neue Hoffnung. Im Mittelpunkt steht die in Die Rückkehr der Jedi-Ritter eingeführten Figur Wicket W. Warrick, die gemeinsam mit ihrer Familie auf Hexen, Zauberer und Kobolde trifft. Nach der zweiten Staffel wurde die Serie eingestellt.

### The Clone Wars

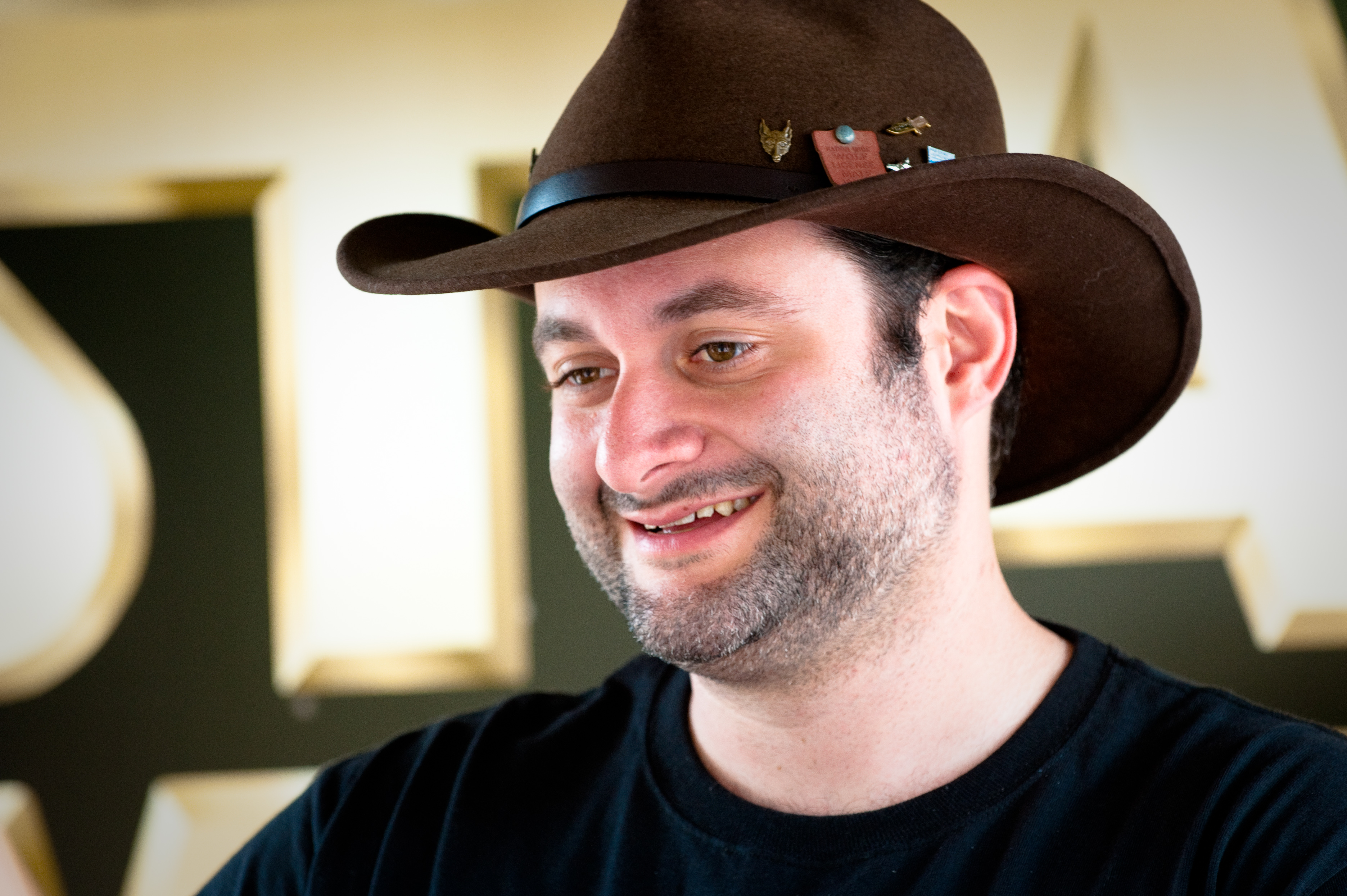
Dave Filoni, Showrunner von Star Wars:The Clone Wars

Nachdem George Lucas im Jahr 2003 mit Lucasfilm Animation eine Animationsabteilung gründete, begann die Produktion einer ersten 3D-Animationsserie. Diese sollte auf der Grundidee der 2004 erschienenen Micro-Serie Clone Wars basieren und wurde im Jahr 2008 unter dem Titel Star Wars: The Clone Wars erstmals auf ProSieben ausgestrahlt. Spätere Staffeln wurden zu Kabel eins und Super RTL verlagert. Die Folgen entsprechen einer Länge von 20 bis 30 Minuten.
Die Serie spielt zwischen den Ereignissen der Filme Star Wars: Episode II – Angriff der Klonkrieger und Star Wars: Episode III – Die Rache der Sith und zeigt die Klonkriege aus Sicht der Charaktere Anakin Skywalker, Obi-Wan Kenobi und Ahsoka Tano, einer Padawan-Schülerin von Anakin, die für die Serie kreiert wurde. Nachdem die Serie 2014 nach sechs Staffeln vorübergehend beendet wurde, erschien 2020 eine finale siebte Staffel auf dem Streaming-Dienst Disney+, deren Handlung bis in die Geschehnisse aus Episode III reicht. Die finale Staffel startete am 21. Februar 2020 auf Disney+.
Während im Originalton die bereits bekannten Figuren überwiegend mit neuen Stimmen versehen wurden, kamen bei der deutschen Synchronisation viele der Sprecher zum Einsatz, die den Figuren auch in den Kinofilmen ihre Stimme liehen. Als Pilotfilm diente ein gleichnamiger Kinofilm, der bei einem Budget von 8,5 Millionen US-Dollar ein Einspielergebnis von nominell 68,2 und inflationsbereinigt 99 Millionen US-Dollar erreichte.

### Rebels
Wenige Monate nach dem Ende von The Clone Wars startete mit Star Wars Rebels auf Disney XD die erste Fernsehserie seit der Übernahme von Star Wars durch Disney. Sie stammt wie The Clone Wars aus der Feder von Dave Filoni, der seinen Posten als Showrunner lediglich für die dritte Staffel an Justin Ridge abgab und wurde in einem ähnlichen Stil animiert. Die Länge der Folgen entspricht 20 bis 30 Minuten.
Die Handlung spielt in der Zeit zwischen den Ereignissen aus Star Wars: Episode III – Die Rache der Sith und Eine neue Hoffnung und zeigt den Aufbau der Rebellenallianz, während das Galaktische Imperium die Galaxis belagert. Im Mittelpunkt steht eine Gruppe von Freiheitskämpfern, die es sich zur Aufgabe macht, das Imperium zu sabotieren und den Waisenjungen Ezra Bridger zum Jedi auszubilden. Im Laufe der Serie werden einige Handlungsstränge von The Clone Wars wieder aufgegriffen und beendet.
Während der Großteil der Hauptfiguren neu geschrieben wurden, kommt es zu Cameos sowie Überschneidungen mit dem parallel produzierten Kinofilm Rogue One: A Star Wars Story. Des Weiteren wird Großadmiral Thrawn, die Hauptfigur der der Legends-Zeitlinie angehörenden Thrawn-Trilogie, als einer der Hauptbösewichte der Serie in den Kanon eingeführt. Nach vier Staffeln wurde die Serie 2018 beendet.

### Resistance
Im Oktober 2018 wurden auf Disney XD die ersten 20- bis 30-minütigen Folgen der Animationsserie Star Wars Resistance ausgestrahlt. Wie auch bei Rebels erschien hier wenige Monate zuvor eine Reihe von Kurzfilmen. Die Serie wurde in einem Anime-inspirierten Cel-Shading-Stil animiert und von Dave Filoni und Justin Ridge inszeniert.
Die Handlung setzt an einem Zeitpunkt kurz vor den Geschehnissen aus Star Wars: Das Erwachen der Macht und reicht bis zur Handlung von Star Wars: Der Aufstieg Skywalkers. Im Fokus der Serie steht der neu entworfene Charakter Kazuda Xiono, ein Widerstandspilot, der auf einer Spionagemission durch die Galaxis reist. Bekannte Figuren aus der Sequel-Trilogie wie Poe Dameron und Kylo Ren haben Gastauftritte in der Serie. Die zweite und letzte Staffel endete Anfang 2020. Unter anderem Oscar Isaac und Gwendoline Christie liehen ihren Figuren in der englischen Version ihre Stimmen. Auch im Deutschen kamen die Synchronsprecher aus den Filmen zum Einsatz.

### The Bad Batch
Die Serie The Bad Batch wurde im Juli 2020 offiziell angekündigt und stellt ein Spin-Off der Animationsserie The Clone Wars dar. Die Serie wurde am 4. Mai 2021, dem Star Wars Day, mit einem 70-minütigen Pilotfilm auf Disney+ eingeleitet. Erneut übernahm Dave Filoni wieder die Rolle des Showrunners. Die zweite Staffel startete am 4. Januar 2023, eine dritte und finale Staffel am 21. Februar 2024. Das Serienfinale wurde am 1. Mai 2024 veröffentlicht.
Die Handlung der Animationsserie setzt während der Ereignisse aus Star Wars: Episode III – Die Rache der Sith an und zeigt den Ausruf des Imperiums und dessen Auswirkungen. Im Mittelpunkt steht die Kloneinheit 99, die als Schadencharge (Bad Batch) bekannt ist und bei der es sich um einen Elite-Squad genetisch mutierter Klonkrieger handelt. Die Einheit wurde während der siebten The-Clone-Wars-Staffel eingeführt, in der ihr ein eigener Story-Arc gewidmet wurde. Neben den Klonkriegern treten unter anderem auch bekannte Figuren wie Großmoff Tarkin, Imperator Palpatine, sowie Fennec Shand, und Cad Bane aus The Clone Wars und Das Buch von Boba Fett auf.

### Visionen
Bei Visionen handelt es sich um eine Anthologie-Serie für Disney+, die im Dezember 2020 angekündigt wurde und deren Veröffentlichung für September 2021 vorgesehen ist. Sie besteht aus neun Kurzfilmen, die von den japanischen Anime-Studios Kamikaze Douga, Geno Studio (Twin Engine), Studio Colorido (Twin Engine), Trigger, Kinema Citrus, Science Saru und Production I.G. produziert werden.
Die Handlungen der Kurzfilme hängen nicht zusammen und spielen an jeweils unterschiedlichen Zeitpunkten und Orten. Mit dabei sind eine Geschichte, die von einem Droiden handelt, der davon träumt, ein Jedi zu sein, eine Rockoper, die auf dem Planeten Tatooine spielt und eine Erzählung aus der Zeit, in der die Jedi nur noch eine Legende darstellen, die Galaxis jedoch von einer Dunkelheit bedroht wird. Eine zweite Staffel startet 2023.

### Geschichten
Star Wars: Geschichten ist eine Anthologie-Animationsserie und dreht sich in verschiedenen Handlungssträngen um diverse Figuren des Star-Wars-Universums. Während sich die erste Staffel Geschichten der Jedi mit der Vorgeschichte von Ahsoka Tano und dem Fall zur dunklen Seite von Count Dooku auf die Jedi konzentriert, folgt die zweite Staffel Geschichten des Imperiums der Nachtschwester Morgan Elsbeth, sowie der abtrünnigen Jedi Barriss Offee und spielt hauptsächlich aus der Sicht des Galaktischen Imperiums. Die dritte Staffel Geschichten der Unterwelt folgt den Kopfgeldjägern Asajj Ventress und Cad Bane. Die erste Staffel startete am 26. Oktober 2022, die zweite folgte am 4. Mai 2024, und die dritte am 4. Mai 2025.
Zeitlich eingeordnet spielt die Serie in Teilen vor und nach der Prequel-Trilogie der Skywalker-Saga. Animiert ist die Serie im selben Stil wie Star Wars: The Clone Wars und The Bad Batch. Showrunner der Serie ist Dave Filoni.
In der Serie kehren prominent mitunter Ashley Eckstein als Ahsoka Tano, Liam Neeson als Qui-Gon Jinn, Lars Mikkelsen als Großadmiral Thrawn, Corey Burton als Cad Bane und Diana Lee Inosanto als Morgan Elsbeth in ihre bekannten Star-Wars-Rollen zurück.

### Die Abenteuer der jungen Jedi
Bei Die Abenteuer der jungen Jedi handelt es sich um eine Anthologie-Animationsserie, die erstmals auf der Star Wars Celebration im Mai 2022 für Frühling 2023 angekündigt wurde. Die Serie behandelt eine Gruppe von Jedi-Jünglingen während ihrer Ausbildung unter Meister Yoda. Die Zielgruppe der Serie sollen primär Grundschulkinder und Familien sein. Das Drehbuch der Serie stammt von Michael Olson.

### A Droid Story
Die Animationsserie A Droid Story wurde ebenfalls im Dezember 2020 angekündigt und wird nach Freunde im All die zweite Fernsehserie sein, deren Hauptfiguren die Droiden R2-D2 und C-3PO sind. Diese führen in A Droid Story eine neue Helden-Figur durch die Galaxis. Veröffentlicht wird die Serie auf Disney+.

### Maul: Shadow Lord
Im April 2025 wurde für 2026 die Animationsserie Maul: Shadow Lord angekündigt, die den ehemaligen Sith-Lord Maul ins Zentrum rückt und ihm während der imperialen Ära als Anführer des Verbrechersyndikats Crimson Dawn folgt.

### Star Wars: Visions Presents - The Ninth Jedi
Unter der Regie von Kenji Kamiyama wurde für ein bisher unbekanntes Startdatum die Anime-Serie Star Wars: Visions Presents - The Ninth Jedi angekündigt. Die Serie ist ein Ableger der Episode Der Neunte Jedi aus der Anthologie-Serie Star Wars: Visionen.

## Micro-Serien und Specials
| Titel                          | Titel                       | Staffel      | Episoden / Länge              | Deutsche Veröffentlichung                              | Deutsche Veröffentlichung                              | Deutsche Veröffentlichung | Showrunner                | Kanon |
| Deutscher Titel                | Originaltitel               | Staffel      | Episoden / Länge              | Premiere                                               | Finale                                                 | Anbieter                  | Showrunner                | Kanon |
| ------------------------------ | --------------------------- | ------------ | ----------------------------- | ------------------------------------------------------ | ------------------------------------------------------ | ------------------------- | ------------------------- | ----- |
| Clone Wars                     | Clone Wars                  | 1            | 10                            | 24. April 2003                                         | 20. November 2003                                      | ProSieben                 | Genndy Tartakovsky        | nein  |
| Clone Wars                     | Clone Wars                  | 2            | 10                            | 26. März 2004                                          | 8. April 2004                                          | ProSieben                 | Genndy Tartakovsky        | nein  |
| Clone Wars                     | Clone Wars                  | 3            | 5                             | 21. März 2005                                          | 25. März 2005                                          | ProSieben                 | Genndy Tartakovsky        | nein  |
| Blips                          | Blips                       | 1            | 8                             | 3. Mai 2017                                            | 4. September 2017                                      | YouTube                   | N/A                       | nein  |
| Die Mächte des Schicksals      | Forces of Destiny           | 1            | 16                            | 5. Juli 2017                                           | 4. September 2017                                      | YouTube                   | Carrie Beck & Dave Filoni | ja    |
| Die Mächte des Schicksals      | Forces of Destiny           | 2 1          | 16                            | –                                                      | –                                                      | –                         | Carrie Beck & Dave Filoni | ja    |
| Galaxy of Adventures           | Galaxy of Adventures        | 1            | 36                            | 23. Januar 2019                                        | 24. Juli 2019                                          | YouTube                   | Josh Rimes                | ja    |
| Galaxy of Adventures           | Galaxy of Adventures        | Fun Facts    | 40                            | 23. Januar 2019                                        | –                                                      | YouTube                   | Josh Rimes                | ja    |
| Galaxy of Adventures           | Galaxy of Adventures        | 2            | 18                            | 12. August 2020                                        | 2. Oktober 2020                                        | YouTube                   | Josh Rimes                | ja    |
| Roll Out                       | Roll Out                    | 1            | 16                            | 17. Oktober 2019                                       | 1. April 2020                                          | YouTube                   | Hideo Itoyanagi           | nein  |
| Galaxy of Creatures            | Galaxy of Creatures         | 1            | 12                            | 15. Dezember 2021                                      | 29. Januar 2022                                        | YouTube                   | Matt Martin               | ja    |
| Galaxy of Creatures            | Galaxy of Creatures         | 2            | 12                            | 17. Januar 2023                                        | 21. Februar 2023                                       | YouTube                   | Matt Martin               | ja    |
| Galaktische Freunde            | Galactic Pals               | 1            | 12                            | 5. November 2022                                       | 21. Januar 2023                                        | YouTube                   | Jason Stein               | ja    |
| Zen: Grogu und die Rußmännchen | Zen: Grogu and Dust Bunnies | Kurzfilm     | 3 min                         | 12. November 2022                                      | 12. November 2022                                      | Disney+                   | Katsuya Kondō             | nein  |
| Ahsoka: Sabine's Loth-Cat      | Ahsoka: Sabine's Loth-Cat   | Lofi-Special | 11 h (YouTube), 2 h (Disney+) | 3. Oktober 2023 (YouTube), 22. Dezember 2023 (Disney+) | 3. Oktober 2023 (YouTube), 22. Dezember 2023 (Disney+) | YouTube, Disney+          | Laurent Bouzereau         | ja    |

### Clone Wars
Im April 2003 wurde die erste Folge der Animationsserie Clone Wars, der ersten Star-Wars-Serie seit Freunde im Weltall in Deutschland ausgestrahlt. Am 2. April 2020 folgte eine Neuveröffentlichung der Serie auf Disney+. Sie wurde von Genndy Tartakovsky inszeniert und als Micro-Serie produziert, während George Lucas das Drehbuch schrieb. Animiert wurde sie im Cel-Shading-Stil.
Clone Wars spielt zwischen den Ereignissen aus Star Wars: Episode II – Angriff der Klonkrieger und Star Wars: Episode III – Die Rache der Sith und verfolgt die Jedi Anakin Skywalker und Obi-Wan Kenobi durch die Geschehnisse der Klonkriege. Sie wurde vor dem Kinostart von Episode III ausgestrahlt und lässt die Handlungen beider Filme fast nahtlos in einander übergehen. Insgesamt wurden drei Staffeln veröffentlicht. Während den Figuren im Originalton neue Stimmen verliehen wurden, wurden sie in der deutschen Synchronisation mit den Sprechern der Kinofilme besetzt.

### Blips
Die Serie Blips startete im Mai 2017 und wurde von Lucasfilm produziert. Die acht Folgen der Micro-Serie entsprechen einer Dauer von meist unter einer Minute und wurden in unregelmäßigen Abständen auf dem offiziellen Star-Wars-YouTube veröffentlicht. Sie zeigen die kleinen Abenteuer verschiedener BB- und R2-Astromechdroiden. Die Serie diente als Auftakt und zugleich als Werbung zum Kinofilm Star Wars: Die letzten Jedi, weshalb die dort eingeführten Porgs eine wiederkehrende Rolle spielen. Die achte und letzte Folge erschien wenige Monate vor Veröffentlichung des Films.

### Die Mächte des Schicksals
Im Juli 2017 startete mit der von Carrie Beck, Jennifer Muro und Dave Filoni kreierten Serie Die Mächte des Schicksals die erste Anthologie-Serie des Franchise. Sie entsprach ebenfalls dem Micro-Konzept und konzentrierte sich mit zwei- bis dreiminütigen Folgen auf die weiblichen Hauptfiguren des Star-Wars-Universums. Die Serie erschien auf dem offiziellen Star-Wars-YouTube-Kanal.
Die Serie spielt zu unterschiedlichen Zeitpunkten an unterschiedlichen Schauplätzen der kanonischen Zeitlinie. Im Fokus stehen die weiblichen Figuren des Star-Wars-Universums, darunter Leia Organa, Ahsoka Tano und Rey, während Charaktere wie Anakin Skywalker und Han Solo als Nebenfiguren auftreten. Nach der zweiten Staffel wurde Die Mächte des Schicksals eingestellt. Diese wurde bereits nicht mehr ins Deutsche synchronisiert. Sowohl im Englischen als auch im Deutschen wurden die Charaktere überwiegend von ihrer Originalbesetzung gesprochen.

### Galaxy of Adventures
Galaxy of Adventures war eine Anime-inspirierte Kinderserie im Micro-Serien-Format, die von Josh Rimes inszeniert und von Titmouse Inc animiert wurde. Die erste Folge erschien im Januar 2019 auf dem Star-Wars-Kids-YouTube-Kanal und bildete den Auftakt zur ursprünglich einzigen geplanten Staffel. Die Serie thematisiert in jeder ein- bis fünfminütigen Folge eine Schlüsselszene, Figur oder einen Handlungsstrang aus dem Franchise und zeigt relevante Szenen in animierter Neufassung mit teils Originalton. Nach dem Ende der ersten Staffel kurz vor Veröffentlichung des Kinofilms Star Wars: Der Aufstieg Skywalkers wurde die Serie um eine weitere Staffel sowie das Spin-Off Galaxy of Adventures Fun Facts verlängert.

### Roll Out
Mit Roll Out startete im Oktober 2019 auf dem Star-Wars-Kids-YouTube-Kanal eine weitere Kinderserie. Diese wurde im Flachfigurenstil animiert und von Hideo Itoyanagi inszeniert. Sie spielt kurz vor den Ereignissen aus Star Wars: Der Aufstieg Skywalkers und zeigt in zwei- bis dreiminütigen Episoden die Abenteuer verschiedener Helden aus der Sequel-Trilogie. Im Zuge des Animationsstil erhalten alle Figuren einen BB-Astromechdroiden-Körper. Die Serie wurde Ende Dezember 2019 in Deutschland noch vor Ende der ersten Staffel vorzeitig eingestellt. Die finalen drei Folgen können lediglich auf dem englischsprachigen Star-Wars-Kids-YouTube-Kanal aufgerufen werden.

### Galaxy of Creatures
Am 15. Dezember 2021 startete auf dem deutschen Star-Wars-Kids-YouTube-Kanal die Kinderserie Galaxy of Creatures. Diese wurde im selben Stil wie Galaxy of Adventures animiert und zeigt in eineinhalbminütigen Folgen den Safari-Droiden SF-R3 (Aree), wie er die verschiedenen Kreaturen des Star-Wars-Universums kennenlernt.

### Galaktische Freunde
Galaktische Freunde startete am 5. November 2022 auf dem deutschen Star-Wars-Kids-YouTube-Kanal als Spin-off-Serie zur Micro-Serie Galaxy of Creatures, ebenfalls mit eineinhalbminütigen Folgen. Der Droide SF-R3 (Aree) erlebt hier weitere Abenteuer, diesmal gemeinsam mit M1-RE (Miree), einem anderen Safari-Droiden. Zusammen kümmern sie sich auf der Youngling Care Space Station unter anderem um verärgerte Ortolaner, dickköpfige Hutten und unordentliche Jawa.

## Realserien
| Titel                  | Titel                 | Staffel | Episoden | Deutsche Veröffentlichung | Deutsche Veröffentlichung | Deutsche Veröffentlichung | Showrunner                | Kanon |
| Deutscher Titel        | Originaltitel         | Staffel | Episoden | Premiere                  | Finale                    | Anbieter                  | Showrunner                | Kanon |
| ---------------------- | --------------------- | ------- | -------- | ------------------------- | ------------------------- | ------------------------- | ------------------------- | ----- |
| The Mandalorian        | The Mandalorian       | 1       | 8        | 12. November 2019         | 27. Dezember 2019         | Disney+                   | Jon Favreau               | ja    |
| The Mandalorian        | The Mandalorian       | 2       | 8        | 30. Oktober 2020          | 18. Dezember 2020         | Disney+                   | Jon Favreau               | ja    |
| The Mandalorian        | The Mandalorian       | 3       | 8        | 1. März 2023              | 19. April 2023            | Disney+                   | Jon Favreau               | ja    |
| Das Buch von Boba Fett | The Book of Boba Fett | 1       | 7        | 29. Dezember 2021         | 9. Februar 2022           | Disney+                   | Jon Favreau & Dave Filoni | ja    |
| Obi-Wan Kenobi         | Obi-Wan Kenobi        | 1       | 6        | 27. Mai 2022              | 22. Juni 2022             | Disney+                   | Deborah Chow              | ja    |
| Andor                  | Andor                 | 1       | 12       | 21. September 2022        | 23. November 2022         | Disney+                   | Tony Gilroy               | ja    |
| Andor                  | Andor                 | 2       | 12       | 22. April 2025            | 13. Mai 2025              | Disney+                   | Tony Gilroy               | ja    |
| Ahsoka                 | Ahsoka                | 1       | 8        | 23. August 2023           | 4. Oktober 2023           | Disney+                   | Dave Filoni               | ja    |
| Ahsoka                 | Ahsoka                | 2       | 12       | offen                     | offen                     | Disney+                   | Dave Filoni               | ja    |
| The Acolyte            | The Acolyte           | 1       | 8        | 5. Juni 2024              | 17. Juli 2024             | Disney+                   | Leslye Heddland           | ja    |
| Skeleton Crew          | Skeleton Crew         | 1       | 8        | 3. Dezember 2024          | 15. Januar 2025           | Disney+                   | Jon Watts                 | ja    |
| offen                  | Lando                 | 1       | offen    | offen                     | offen                     | Disney+                   | Justin Simien             | ja    |

### The Mandalorian
Auf Grundlage der Pläne für die Fernsehserie Star Wars: Underworld schrieb und produzierte Jon Favreau die erste Star-Wars-Realserie The Mandalorian. Unterstützt wurde er von Dave Filoni, dem Schöpfer von unter anderem The Clone Wars und Rebels sowie verschiedenen weiteren Regisseuren. Die Serie wurde exklusiv für Disneys hauseigene VoD-Plattform Disney+ produziert, lediglich die erste Folge wurde am 24. März 2020 auf ProSieben ausgestrahlt.
Die Handlung von The Mandalorian spielt knapp fünf Jahre nach Die Rückkehr der Jedi-Ritter. Protagonist der Serie ist der mandalorianische Kopfgeldjäger Din Djarin, der entgegen seinem Auftrag versucht, ein machtsensitives Waisenkind mit dem Namen Grogu nicht dem Imperium, sondern den Jedi zu übergeben. Auf der Suche nach diesen trifft er auf die unterschiedlichsten Gruppierungen, wodurch er immer wieder in Konflikte verwickelt wird. Mit der Hilfe von u. a. der Mandalorianerin Bo-Katan Kryze, der ehemaligen Rebellin Cara Dune, der einstigen Jedi Ahsoka Tano und den Kopfgeldjägern Boba Fett und Fennec Shand gelingt es Din Djarin, das Kind an den Jedi-Meister Luke Skywalker zu übergeben. Das offene Ende der zweiten Staffel wurde in der anschließenden Spin-off-Serie Das Buch von Boba Fett (2021–2022) aufgelöst und setzte die Handlung des Mandalorianers und Grogu in drei Episoden fort. Die dritte Staffel legt ihren Fokus der Handlung auf die Wiedereroberung der Heimatwelt der Mandalorianer, Mandalore, sowie dem allmählichen Wiedererstarken des Imperiums unter Moff Gideon.
Die Hauptrolle des Mandalorianers Din Djarin wurde mit Pedro Pascal besetzt, wohingegen diesem in den späteren Folgen primär die Aufgabe des Voice-Overs der Figur zuteilwurde, da die meisten Szenen, in denen die Figur bloß mit ihrem Helm zu sehen ist, mit diversen Stuntdoubles gedreht wurden. Neben Djarin wurden auch zahlreiche weitere Figuren für die Serie neu konzipiert, darunter die von Carl Weathers und Gina Carano verkörperten Figuren Greef Karga und Cara Dune, die Djarin zur Seite stehen, sowie dessen Gegenspieler Moff Gideon und Dr. Pershing, die von Giancarlo Esposito und Omid Abtahi gespielt werden. Doch auch Figuren aus früheren Werken ergänzen die Haupt- und Nebenrollen. So ist Temuera Morrison als Boba Fett zu sehen, Katee Sackhoff kehrte als Bo-Katan zurück, der sie in The Clone Wars und Rebels ihre Stimme lieh, und Rosario Dawson verkörperte die Figur Ahsoka Tano, die hier nach deren Auftritten in The Clone Wars und Rebels erstmals in Realform zu sehen war. Wie Boba Fett wurde auch Ahsoka Tano mit der Serie Ahsoka (seit 2023) später eine eigene Serie gewidmet, wobei diese gemeinsam mit The Mandalorian und Das Buch von Boba Fett auf ein zentrales Finale in Form des angekündigten Films The Mandalorian & Grogu von Dave Filoni hinauslaufen wird.

### Das Buch von Boba Fett
Im November 2020 gab das Online-Magazin Deadline Hollywood bekannt, dass eine Serie in Arbeit wäre, die dem Kopfgeldjäger Boba Fett gewidmet ist. Dies wurde von Seiten Disneys im Dezember 2020 im Zuge der Rückkehr der Figur in der zweiten Staffel von The Mandalorian bestätigt und für den 29. Dezember 2021 als Das Buch von Boba Fett angekündigt. Die Dreharbeiten starteten ebenfalls im Dezember 2020 mit Jon Favreau und Dave Filoni als Showrunner und Robert Rodriguez als ausführenden Produzenten. Im Juni 2021 wurde bekanntgegeben, dass die Dreharbeiten abgeschlossen wurden.
Die Serie ist als Miniserie konzipiert und konzentriert sich auf die Figur Boba Fett, die ursprünglich im Animations-Segment des Star Wars Holiday Specials eingeführt wurde und in Das Imperium schlägt zurück erstmals in Live-action zu sehen war. Fett ist Kopfgeldjäger und ein identischer Klon und gleichzeitig Ziehsohn des Kopfgeldjägers Jango Fett, nach dessen Tod Boba in seine Fußstapfen tritt. In The Mandalorian und einer Rückblende in der Serie rettet er die Söldnerin Fennec Shand, die ihm seither zur Seite steht. In der Post-Credit-Szene des Finales der zweiten Staffel von The Mandalorian wird ein Einblick in die Serie gewährt, der zeitlich unmittelbar nach der Episode einzuordnen ist. In diesem sind Fett und Shand zu sehen, die im Palast des Verbrecherlords Jabba dem Hutten auf dem Planeten Tatooine eindringen, seinen einstigen Majordomus Bib Fortuna, der dessen Amt übernommen hat, töten und den Palast einnehmen. In der Serie liegt der Hauptfokus auf dem Aufbau von Fetts eigenem Verbrecherimperium mit Fennec, sowie der Beleuchtung von Boba Fetts Vergangenheit als Teil eines Tuskenräuber-Stamms nach seinem Entkommen aus dem Schlund des Sarlaccs. In einer Nebenhandlung führt die Serie auch die Geschichte des Mandalorianers Din Djarin aus The Mandalorian fort und zeigt, wie sich Grogu gegen das Jedi-Training unter Luke Skywalker entscheidet und gemeinsam mit Din Djarin Boba Fett im Bandenkrieg beiseite steht.
Im 2002 erschienenen Kinofilm Star Wars: Episode II – Angriff der Klonkrieger verkörperte Temuera Morrison die Rolle des Jango Fett sowie dessen Klone. Boba Fett war während der Ereignisse aus Episode II etwa 10 Jahre alt und wurde von Daniel Logan gespielt, welcher durch Wiederverwendung von altem Archivmaterial von Episode II auch in einigen Szenen der Serie in Rückblenden auftaucht. In der 31 Jahre später spielenden Serie The Mandalorian schlüpfte Morisson in die Rolle des mittlerweile erwachsenen Boba Fett und verkörpert diesen ebenfalls in Das Buch von Boba Fett. Ming-Na Wen spielt darüber hinaus Fetts Partnerin Fennec Shand. Daneben sind unter anderem Jennifer Beals als Garsa Fwip, Carey Jones als Wookie-Kopfgeldjäger Krrsantan oder Danny Trejo als Rancor-Pfleger als neu konzipierte Figuren zu sehen. Bekannte Gesichter aus dem Star-Wars-Universum treten in der Serie mitunter in Form von Rosario Dawson als Ahsoka Tano, Timothy Olyphant als Cobb Vanth und Mark Hamill und Graham Hamilton als digital verjüngte Version von Luke Skywalker auf. Der in The Clone Wars eingeführte und in The Bad Batch zurückgekehrte Duro-Kopfgeldjäger Cad Bane taucht in der Serie erstmals in Realform, verkörpert von Dorian Kingi auf, wobei er im Original erneut von Corey Burton gesprochen wird.

### Obi-Wan Kenobi
Nachdem Disney im Dezember 2017 verkündete, dass ein Anthology-Film in Arbeit wäre, der von der Figur Obi-Wan Kenobi handle, wurde die Ankündigung im Folgejahr aufgrund des finanziellen Misserfolges von Solo: A Star Wars Story zurückgezogen. Anstelle dessen sollte die Handlung im Konzept einer Miniserie für Disney+ aufbereitet werden. Im Dezember 2020 gab Disney bekannt, dass die Serie den Titel Obi-Wan Kenobi tragen würde, woraufhin im April 2021 in Los Angeles mit den Dreharbeiten begonnen wurde. Dabei kam dieselbe StageCraft-Technologie, wie sie bei The Mandalorian verwendet wurde, zum Einsatz. Als Showrunner wurde zu anfangs Stephen Daldry verpflichtet, bevor dieser später von Deborah Chow und Hossein Amini abgelöst wurde. Mehrere Skript- und Personaländerungen sorgten für Verschiebungen des Starttermins, der schlussendlich am 10. Februar 2022 für den 25. Mai 2022 angekündigt und Ende März 2022 auf den 27. Mai 2022 verschoben wurde, wo die Serie schließlich auf Disney+ startete.
Die Serie spielt zehn Jahre nach den Geschehnissen aus Star Wars: Episode III – Die Rache der Sith und somit neun Jahre vor Eine neue Hoffnung. Im Zentrum steht der Jedi-Meister Obi-Wan Kenobi, der nach der Großen Jedi-Säuberung auf dem Wüstenplaneten Tatooine untertaucht, um Luke Skywalker zu beschützen. Mithilfe einer Entführung von Leia Organa gelingt es den Inquisitoren Kenobi aus seinem Versteck zu locken. Innerhalb der Hierarchie der Inquisitoren kommt es zum Machtkampf, wofür sich auch die Befehle von Anführer Darth Vader verantwortlich zeigen.
In der Serie treten viele aus den Hauptfilmen bekannte Figuren auf, für deren Besetzung vor allem die Schauspieler aus der Prequel-Trilogie zurückkehren. So schlüpft Ewan McGregor wieder in die Rolle des Obi-Wan Kenobi, während Hayden Christensen als Darth Vader, Joel Edgerton als Owen Lars und Bonnie Piesse als Beru Lars zu sehen sind. In den Rollen der Inquisitoren tauchen unter anderem Rupert Friend als Großinquisitor, sowie Moses Ingram und Sung Kang als Dritte Schwester und Fünfter Bruder auf. Die jungen Luke Skywalker und Leia Organa werden von Grant Feely und Vivien Lyra Blair verkörpert. In weiteren Rollen sind Indira Varma, Kumail Nanjiani und O’Shea Jackson Jr. Teil des Casts.

### Andor

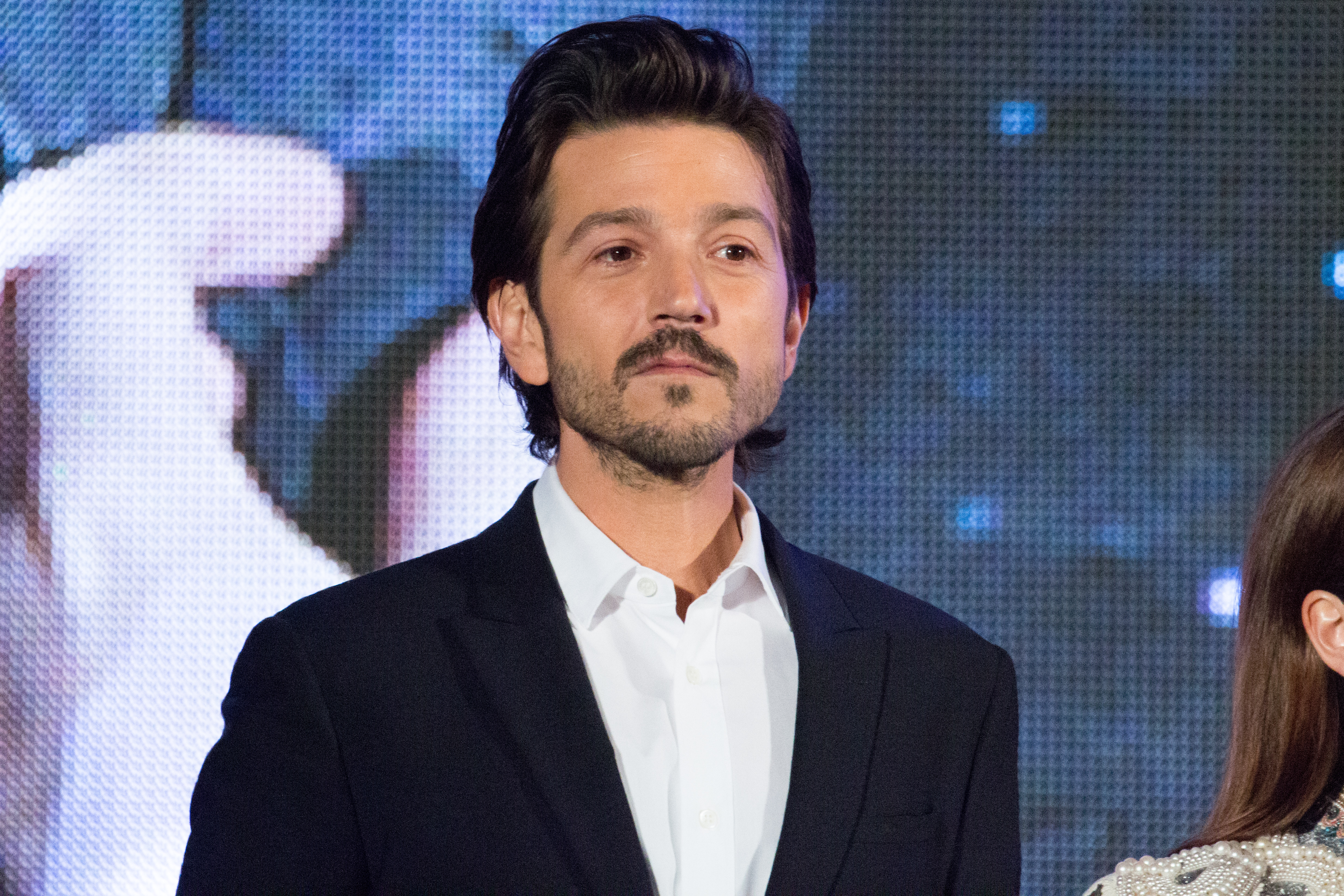
Diego Luna verkörpert die Figur Cassian Andor

Im November 2018 wurde mit Andor eine Prequel-Serie zum 2016 veröffentlichten Anthologie-Film Rogue One: A Star Wars Story angekündigt. Als Showrunner wurde Stephen Schiff genannt, der später durch Tony Gilroy, dem Regisseur der Rogue-One-Nachdrehs ersetzt wurde. Die Serie lässt sich dem Genre des Spionage- sowie auch Politthrillers zuordnen und wird hauptsächlich von Toby Haynes inszeniert. Die erste Staffel startete im September 2022; die zweite und gleichzeitig letzte Staffel startete im April 2025.
Der Fokus der Serie liegt auf Cassian Andor, einer der Hauptfiguren des Kinofilmes Rogue One und erzählt dessen Vorgeschichte, womit sie in einem Zeitraum wenige Jahre vor den Ereignissen aus Krieg der Sterne spielt. Inhaltlich dreht sich die Serie um das Erstarken des Galaktischen Imperiums und dem Aufkommen der Rebellenallianz, sowie dem Bau des Todessterns, der Superwaffe des Imperiums.
Für die Serie schlüpft Diego Luna wieder in die titelgebende Hauptrolle, die er bereits in Rogue One verkörpert hatte. Neben Luna sind Denise Gough als imperiale Supervisorin Dedra Meero, Stellan Skarskård als Luthen Rael, Kyle Soller als Syril Karn, Adria Arjona als Bix Caleen und Anton Lesser als Lio Partagaz zu sehen. Wiederkehrende Figuren aus anderen Star-Wars-Filmen- und Serien sind Genevieve O’Reilly als Mon Mothma und Ben Mendelsohn als Orson Krennic

### Ahsoka

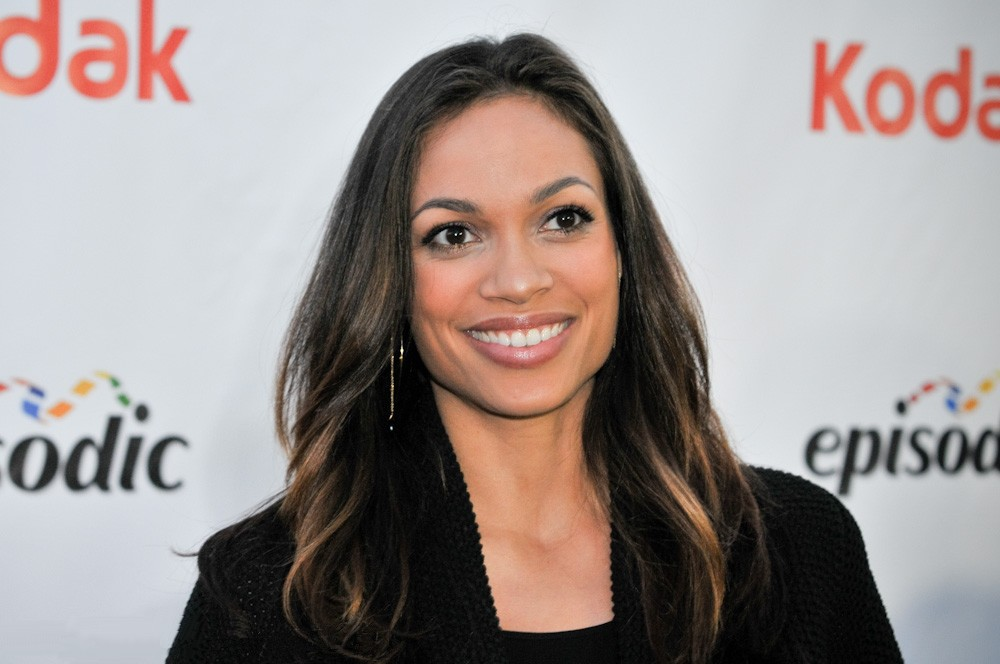
Rosario Dawson, Darstellerin von Ahsoka Tano

Mit Ahsoka wurde im Dezember 2020 eine von zwei Ableger-Serien von The Mandalorian angekündigt. Diese handelt von der Figur Ahsoka Tano, einer einstigen Jedi, die in der Animationsserie The Clone Wars eingeführt wurde und in verschiedenen späteren Werke auftauchte. Dave Filoni, welcher die Figur mit Star-Wars-Erfinder George Lucas einst gemeinsam entwickelte, übernimmt die Rolle des Showrunners. Die Serie startete am 22. August 2023 in den USA, und einen Tag später, am 23. August 2023, im Rest der Welt mit den ersten beiden Episoden auf Disney+. Das Staffelfinale wurde am 3. und am 4. Oktober 2023 ausgestrahlt. Die Arbeit an einer zweiten Staffel wurde bereits bestätigt.
Ahsoka setzt die Ereignisse aus Star Wars Rebels fort und gilt laut Filoni als inoffizielle fünfte Staffel der Serie. Im Fokus der Handlung stehen die ehemalige Jedi Ahsoka Tano und die Mandalorianerin Sabine Wren, die sich nach dem Fall des Imperiums auf die Suche nach dem verschollenen Ezra Bridger und Großadmiral Thrawn begeben, die während eines Gefechts in den Hyperraum gezogen wurden. Dabei geraten sie ins Visier der Nachtschwester Morgan und zwei dunklen Jedi, die ebenfalls nach Thrawn suchen, um mit diesem für ein Wiedererstarken des Imperiums zu sorgen.
Nachdem Ahsoka in den Animationsserien von Ashley Eckstein gesprochen wurde, verkörperte die Schauspielerin Rosario Dawson die Figur, wie bereits schon in The Mandalorian und Das Buch von Boba Fett, in Realform. Wie auch schon in zwei Star-Wars-Filmen der Prequel-Trilogie, sowie Obi-Wan Kenobi (2022) übernimmt Hayden Christensen die Rolle des Anakin Skywalker. Lars Mikkelsen, der Großadmiral Thrawn in Rebels seine Stimme lieh, spielt die Rolle auch erneut in Ahsoka. Weitere führende und teils wiederkehrende Figuren aus Rebels sind neben Sabine Wren, General Hera Syndulla und Ezra Bridger, die in der Serie nun von Natasha Liu Bordizzo, Mary Elizabeth Winstead und Eman Esfandi verkörpert werden. Weitere bekannte wiederkehrende Figuren aus dem Star-Wars-Universum sind u. a. Diana Lee Inosanto als Morgan Elsbeth, David Tennant als Huyang und Temuera Morrison als Captain Rex, beide bekannt aus The Clone Wars, Genevieve O’Reilly als Mon Mothma, Paul Sun-Hyung Lee als Carson Teva, sowie Anthony Daniels als C-3PO. Neuzugänge sind unter anderem Ray Stevenson († 2023) als Baylan Skoll, Ivanna Sakhno als Shin Hati, Wes Chatham als Captain Enoch und Claudia Black als Hexe Klothow.
Wie auch schon The Mandalorian und Das Buch von Boba Fett, läuft Ahsoka mit einem offenen Ende der letzten Folge auf ein übergreifendes Finale hinaus, das in einem Kinofilm von Dave Filoni seinen Höhepunkt finden wird.

### Skeleton Crew
Bei der Star Wars Celebration Ende Mai 2022 wurde für das Jahr 2023 die Serie Skeleton Crew angekündigt. Als Regisseur und Drehbuchautoren agieren Jon Watts und Christopher Ford, die zuvor unter anderem bei Spider-Man: No Way Home (2021) zusammenarbeiteten. Nach einer Verschiebung des ursprünglichen Starttermins startete die Serie schließlich am 2. Dezember 2024 in den Vereinigten Staaten und einen Tag später in Deutschland mit zwei Episoden auf Disney+.

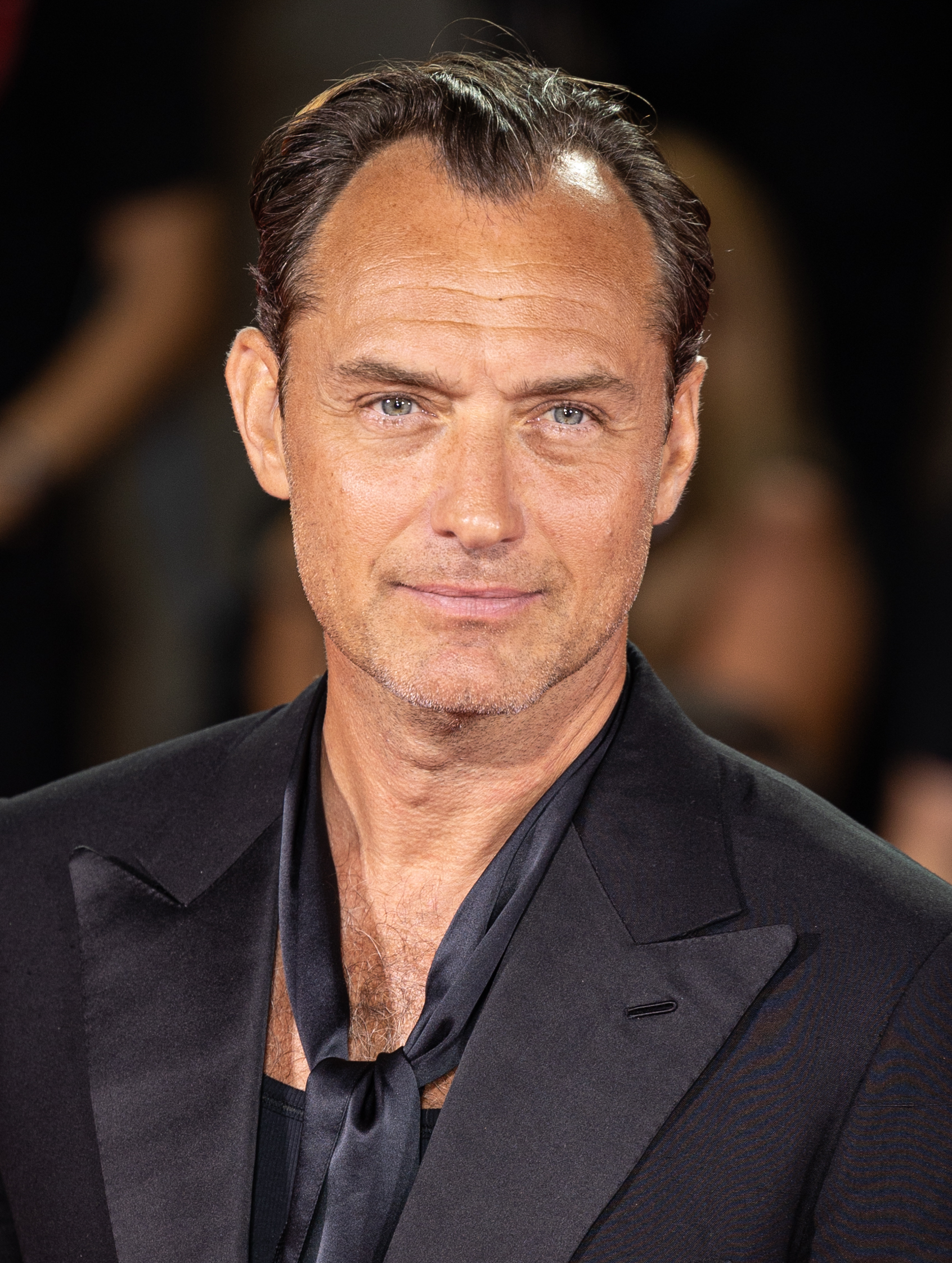
Jude Law spielt Jod Na Nawood

Die Serie versteht sich erstmals im Star-Wars-Franchise gezielt als Coming-of-Age-Geschichte im Stile von populären Abenteuerfilmen der 1980er-Jahre; besonders Filme wie E.T. – Der Außerirdische und Die Goonies dienten maßgeblich als Vorbilder. Auch gibt es in der Serie zahlreiche Anspielungen und stilistische Querverweise auf Piratenfilme. Die Hauptzielgruppe seien laut Regisseur Jon Watts trotz ihrer Kinderdarsteller als Protagonisten nicht nur ausschließlich Kinder. Ebenso wurde die Serie mit dem Arbeitstitel Grammar Rodeo gedreht, in Anlehnung an eine Episode der Serie The Simpsons, in der die Figur des Bart Simpson mit seinen Freunden ein Auto stiehlt und mehrere Tage lang sein Zuhause verlässt.
Inhaltlich setzt Skeleton Crew zwischen Die Rückkehr der Jedi-Ritter und Das Erwachen der Macht zur Ära der Neuen Republik an; im Fokus stehen eine Gruppe von Kindern, die durch einen Zufall mit dem Raumschiff Onyx Cinder unfreiwillig ihren Heimatplaneten At Attin verlassen und auf den Piraten Jod Na Nawood treffen, der die Macht nutzen kann. Mit ihm suchen sie den Weg zurück nach Hause und erleben viele Abenteuer auf ihrer Reise, wobei sie erfahren, dass ihre Heimat ein düsteres Geheimnis birgt.
In den Hauptrollen sind neben Jude Law als Jod die Kinderdarsteller Ravi Cabot-Conyers als Wim, Ryan Kiera Armstrong als Fern, Robert Timothy Smith als Neel und Kyriana Kratter als KB zu sehen.

### The Acolyte
Im April 2020 wurde bekanntgegeben, dass Leslye Headland an einer Serie arbeiten würde, in deren Fokus ein weiblicher Protagonist stehen würde. Im Dezember 2020 folgte die Ankündigung als The Acolyte und der Bezeichnung als eine Serie, die die dunkle Seite der Macht in den finalen Tagen der Ära der Hohen Republik behandle. Als Drehbuchautoren engagierte Headland als Showrunner der Serie ein Team aus Autoren, dem sowohl Kennern, als auch Neulinge des Star-Wars-Universums angehören. Die Serie lief am 4. Juni 2024 in den USA, und in Deutschland am 5. Juni auf dem Streamingdienst Disney+ mit den ersten zwei Folgen an.
Die Serie spielt etwa 100 Jahre vor der Schlacht von Yavin und somit ungefähr 68 Jahre vor den Geschehnissen aus Star Wars: Episode I – Die dunkle Bedrohung (1999), dem ersten Teil der neun Star-Wars-Hauptfilme. The Acolyte ist im Stil eines Mystery-Thrillers mit Krimi-Anleihen konzipiert Der Titel bezieht sich auf den Rang eines Akolythen im Sith-Orden, der Adepten (Schüler) beschreibt, die noch am Beginn der Ausbildung zum Sith-Lord stehen.
Die Hauptrolle der Figur Mae Aniseya spielt Amandla Stenberg, sowie auch deren Zwillingsschwester Osha. An ihrer Seite spielen Lee Jung-jae, bekannt aus Squid Game (seit 2021), als Jedi-Meister Sol, Manny Jacinto als Qimir, den Schüler des Sith-Meisters Plagueis, Dafne Keen als Jedi-Padawan Jecki Lon, Rebecca Henderson als Vernestra Rwoh, Carrie-Anne Moss als Indara, sowie Joonas Suatamo, der bereits Chewbacca in der Sequel-Trilogie der Skywalker-Saga verkörperte, als Kelnacca. In weiteren Rollen sind Jodie-Turner Smith, Charlie Barnett, Dean-Charles Chapman und Margarita Levieva zu sehen.

## Spielshows

### Jedi Temple Challenge
Die Show Jedi Temple Challenge ist eine webbasierte Kinderspielshow, die erstmals im Dezember 2019 angekündigt und ab 10. Juni 2020 auf der Star-Wars-Kids-Website und dem gleichnamigen YouTube-Kanal ausgestrahlt wurde. Ab März 2021 erschienen die Folgen auch in Deutschland. Die Show wurde von Scott Bromley und Steve Blank kreiert, während Mickey Capoferri und Christine Beebe als Showrunner agieren.
In der Serie treten junge Teilnehmer als Jedi-Padawans in einer Reihe von Hindernisparcours und Wissenstests an, um den Rang eines Jedi-Ritters zu erlangen. Die Show wird von Ahmed Best, dem Darsteller von Jar Jar Binks, moderiert, der dort die Rolle des Kelleran Beq verkörpert und von den Droiden AD-3 (gesprochen von Mary Holland) und LX-R5 begleitet wird. Er ist ein Jedi-Meister und Mentor der Teilnehmer. Außerdem gibt es einen Gegenspieler, der die dunkle Seite der Macht nutzt und von Sam Witwer, dem Sprecher von Maul gesprochen wird. Die zehnte und letzte Folge der ersten Staffel wurde im August 2020 veröffentlicht.

## Dokumentationsserien

### Imperium der Träume: Die Geschichte der Star Wars-Trilogie (AT: Empire of Dreams: The Story of the Star Wars Trilogy)
Am 12. September 2004 startete der 151-minütige Dokumentarfilm über die Entstehungsgeschichte der ersten drei Star-Wars-Filme in den amerikanischen Kinos. Er gibt Einblicke in die Dreharbeiten und präsentiert Interviews mit den Filmemachern. In Deutschland wurde die Dokumentation erstmals gemeinsam mit der Digitally-Mastered-DVD-Neuauflage der Original-Trilogie auf der Extra-DVD "Star Wars Trilogie: Bonusmaterial" am 17. Mai 2005 veröffentlicht. Sie ist auch in der Extended HV Version mit verändertem Bildmaterial auf Disney+ abrufbar.

### Disney Galerie: The Mandalorian
Am Star Wars Day, dem 4. Mai 2020 wurde auf Disney+ die erste Staffel der Dokumentationsserie Disney Galerie: The Mandalorian veröffentlicht. Hierbei handelt es sich um acht Episoden mit einer Länge von jeweils 20 bis 40 Minuten, die einen Blick hinter die Kulissen der Realserie gewähren. Die einzelnen Folgen behandeln Themen wie Regie, Special Effects und Musik. Sie bieten Ausschnitte aus Interviews mit den Schauspielern und Teams, Aufnahmen der Dreharbeiten sowie Gesprächsrunden mit beteiligten Filmemachern.
Nach Ausstrahlung der letzten Folge der zweiten Staffel der Realserie, erschien am 25. Dezember 2020 ein einstündiges Spezial zur zweiten Staffel. Hier wurden die Making-ofs der einzelnen Folgen gezeigt. Am 25. August 2021 folgte das Making-of zur finalen Episode der zweiten Staffel. Die zwei Folgen der zweiten Staffel sind in deutscher Synchronisation auf Disney+ verfügbar, während für die anderen Staffeln nur die englische Originalfassung mit deutschen Untertiteln vorliegt.
Am 28. Juni 2023 erschien ein einstündiges Special zur dritten Staffel.

### Rundflüge
Am Star Wars Day, dem 4. Mai 2021, wurden zwei Folgen der Dokumentationsserie Rundflüge veröffentlicht. Diese stellen in der ersten Folge den Millennium Falken und in der zweiten Folge einen Imperium-I-Klasse-Sternzerstörer vor. Untermalt sind die drei- bis vier-minütigen Episoden von den technischen Klängen der Schiffe sowie von Filmmusik. Obwohl die Serie offiziell nicht eingestellt wurde, wurden keine weiteren Folgen veröffentlicht.

### Biome
Neben der Kurzserie Rundflüge wurde am 4. Mai 2021 auf Disney+ zusätzlich das 18-minütige Special Biome veröffentlicht, das eine virtuelle Flugreise über bekannte Planeten, Monde und andere Biome der Star-Wars-Saga darstellt.

### Light & Magic
Am 27. Juli 2021 wurde die Dokumentationsserie Light & Magic veröffentlicht, deren sechs Episoden jeweils eine Länge von ungefähr einer Stunde besitzen. Sie wirft einen Blick hinter die Kulissen des Spezialeffektstudios Industrial Light & Magic, welches von George Lucas für die Produktion von Star Wars gegründet wurde.

### Galaxie der Sounds (AT: Klänge der Galaxis)
Am 29. September 2021 folgte die siebenteilige Dokumentarreihe Galaxie der Sounds, die auch unter dem Titel Klänge der Galaxis benannt ist. Die sieben-minütigen Episoden bieten Einblicke in das Sounddesign der Star-Wars-Saga, vom Piepen der Droiden bis zum Surren der Lichtschwerter.

### Unter dem Helm: Das Vermächtnis von Boba Fett
Unter dem Helm: Das Vermächtnis von Boba Fett ist ein 22-minütiges Special, das am 12. November 2021, vor dem Start von der Realserie Das Buch von Boba Fett, auf Disney+ veröffentlicht wurde. Es beschäftigt sich mit der Entstehung und Geschichte des Kopfgeldjägers Boba Fett.

### Disney Galerie: Das Buch von Boba Fett
Zwei Jahre nach dem Erscheinen von Disney Galerie: The Mandalorian folgte am 4. Mai 2022 eine exklusive einstündige Folge mit Blick hinter die Kulissen von der Serie Das Buch von Boba Fett.

### Obi-Wan Kenobi: Die Rückkehr eines Jedi
Am 8. September 2022 erschien auf Disney+ ein einstündiges Making-of zur Miniserie Obi-Wan Kenobi (2022) mit Einblicken hinter die Kulissen und Interviews von Schauspielern und Filmschaffenden.

## LEGO Star Wars

### Mini-Movies
(Quelle: )
| Deutscher Titel                       | Originaltitel                   | Länge  | Deutsche Veröffentlichung | Anbieter                                            | Kanon |
| ------------------------------------- | ------------------------------- | ------ | ------------------------- | --------------------------------------------------- | ----- |
| Revenge of the Brick                  | Revenge of the Brick            | 5 min  | 14. September 2006        | DVD "Star Wars: Clone Wars - Volume 2"              | nein  |
| Die Suche nach R2-D2                  | The Quest for R2-D2             | 5 min  | 14. Oktober 2011          | DVD/Blu-ray "LEGO Star Wars: Die Padawan-Bedrohung" | nein  |
| Jar Jar räumt auf                     | Bombad Bounty                   | 5 min  | 14. Oktober 2011          | DVD/Blu-ray "LEGO Star Wars: Die Padawan-Bedrohung" | nein  |
| Star Wars in 2 Minuten (Teil 1)       | Star Wars in 2 Minutes (Part 1) | 2 min  | 14. Oktober 2011          | DVD/Blu-ray "LEGO Star Wars: Die Padawan-Bedrohung" | nein  |
| Star Wars in 2 Minuten (Teil 2)       | Star Wars in 2 Minutes (Part 2) | 2 min  | 14. Oktober 2011          | DVD/Blu-ray "LEGO Star Wars: Die Padawan-Bedrohung" | nein  |
| Die Klonkriege: Die animierten Comics | The Clone Wars Animated Comics  | 12 min | 14. Oktober 2011          | DVD/Blu-ray "LEGO Star Wars: Die Padawan-Bedrohung" | nein  |

### Fernsehfilme
(Quelle: )
| Deutscher Titel              | Originaltitel          | Länge  | Deutsche Veröffentlichung                                   | Anbieter               | Kanon |
| ---------------------------- | ---------------------- | ------ | ----------------------------------------------------------- | ---------------------- | ----- |
| Die Padawan-Bedrohung        | The Padawan Menace     | 22 min | 2. Oktober 2011 (Super RTL), 14. Oktober 2011 (DVD/Blu-ray) | Super RTL, DVD/Blu-ray | nein  |
| Das Imperium schlägt ins Aus | The Empire Strikes Out | 22 min | 24. November 2012 (Super RTL), 8. März 2013 (DVD)           | Super RTL, DVD         | nein  |

### Kinofilme
| Deutscher Titel | Originaltitel  | Länge   | Deutsche Veröffentlichung                                                        | Anbieter            | Kanon |
| --------------- | -------------- | ------- | -------------------------------------------------------------------------------- | ------------------- | ----- |
| The LEGO Movie  | The LEGO Movie | 100 min | 10. April 2014 (Kino), 21. August 2014 (DVD/Blu-ray), 21. Dezember 2014 (Sky 3D) | DVD/Blu-ray, Sky 3D | nein  |

### Fernsehserien
(Quelle: )
|                                                                                 | Titel                    | Staffel     | Episoden | Deutsche Veröffentlichung                                       | Deutsche Veröffentlichung                                           | Deutsche Veröffentlichung        | Showrunner                                                    | Kanon |
| Deutscher Titel                                                                 | Originaltitel            | Staffel     | Episoden | Premiere                                                        | Finale                                                              | Anbieter                         | Showrunner                                                    | Kanon |
| Die Yoda Chroniken (AT: The Yoda Chronicles)                                    | The Yoda Chronicles      | 1           | 3        | 18. Oktober 2013 (DVD), 7. Dezember 2013 (Super RTL)            | 7. Dezember 2013                                                    | DVD (nur Episode 1&2), Super RTL | Eric Erwick, John McCormac & Michael Price                    | nein  |
| Die Yoda Chroniken (AT: The Yoda Chronicles)                                    | The Yoda Chronicles      | Mini-Movies | 3        | 7. Dezember 2013                                                | 7. Dezember 2013                                                    | Super RTL                        | Eric Erwick, John McCormac & Michael Price                    | nein  |
| Die neuen Yoda Chroniken (AT: Neue Yoda Chroniken)                              | The New Yoda Chronicles  | 1           | 4 2      | 3. Mai 2014 (Disney Channel), 22. Oktober 2015 (DVD Volume 1)   | 23. November 2014 (Disney Channel), 22. Oktober 2015 (DVD Volume 2) | Disney Channel, DVD, Disney+     | Eric Erwick, John McCormac & Michael Price                    | nein  |
| Die neuen Yoda Chroniken (AT: Neue Yoda Chroniken)                              | The New Yoda Chronicles  | Mini-Movies | 8        | 10. Oktober 2014                                                | 22. Dezember 2014                                                   | YouTube                          | Eric Erwick, John McCormac & Michael Price                    | nein  |
| Die Droiden-Saga                                                                | Droid Tales              | 1           | 5        | 11. Juli 2015 (Disney Channel), 22. Oktober 2015 (DVD Volume 1) | 25. September 2015 (Disney Channel), 7. Januar 2016 (DVD Volume 2)  | Disney Channel, DVD              | Torsten Jacobson, Jill Wilfert, Erik Wilstrup & Michael Price | nein  |
| Das Erwachen des Widerstands (AT: The Resistance Rises, Der Widerstand erwacht) | The Resistance Rises     | Kurzfilme   | 5        | 22. Juli 2016                                                   | 29. Juli 2016                                                       | Disney XD, Disney+               | John Larena                                                   | nein  |
| Die Abenteuer der Freemaker                                                     | The Freemaker Adventures | 1           | 13       | 5. August 2016, 8. Dezember 2016 (DVD)                          | 28. Oktober 2016, 8. Dezember 2016 (DVD)                            | Disney XD, DVD                   | Torsten Jacobson & Jill Wilfert                               | nein  |
| Die Abenteuer der Freemaker                                                     | The Freemaker Adventures | Kurzfilme   | 5        | 4. Mai 2017                                                     | 4. Mai 2017                                                         | Disney XD, Disney+               | Torsten Jacobson & Jill Wilfert                               | nein  |
| Die Abenteuer der Freemaker                                                     | The Freemaker Adventures | 2           | 13       | 11. September 2017                                              | 27. September 2017                                                  | Disney XD                        | Torsten Jacobson & Jill Wilfert                               | nein  |
| All-Stars                                                                       | All-Stars                | 1           | 9        | 24. November 2018                                               | 16. Februar 2019                                                    | Disney Channel                   | Bill Motz & Bob Roth                                          | nein  |
| All-Stars                                                                       | All-Stars                | Kurzfilme   | 8        | 4. Mai 2019                                                     | 4. Mai 2019                                                         | Disney Channel                   | Bill Motz & Bob Roth                                          | nein  |
| Wiederaufbau der Galaxis                                                        | Rebuild The Galaxy       | 1           | 4        | 13. September 2024                                              | 13. September 2024                                                  | Disney Plus                      |                                                               |       |

### Specials
(Quelle: )
| Deutscher Titel   | Originaltitel    | Länge  | Deutsche Veröffentlichung | Anbieter | Kanon |
| ----------------- | ---------------- | ------ | ------------------------- | -------- | ----- |
| Holiday Special   | Holiday Special  | 49 min | 17. November 2020         | Disney+  | nein  |
| Gruselgeschichten | Terrifying Tales | 48 min | 1. Oktober 2021           | Disney+  | nein  |
| Sommerurlaub      | Summer Vacation  | 48 min | 5. August 2022            | Disney+  | nein  |

### Mini-Movies, Fernseh- und Kinofilme

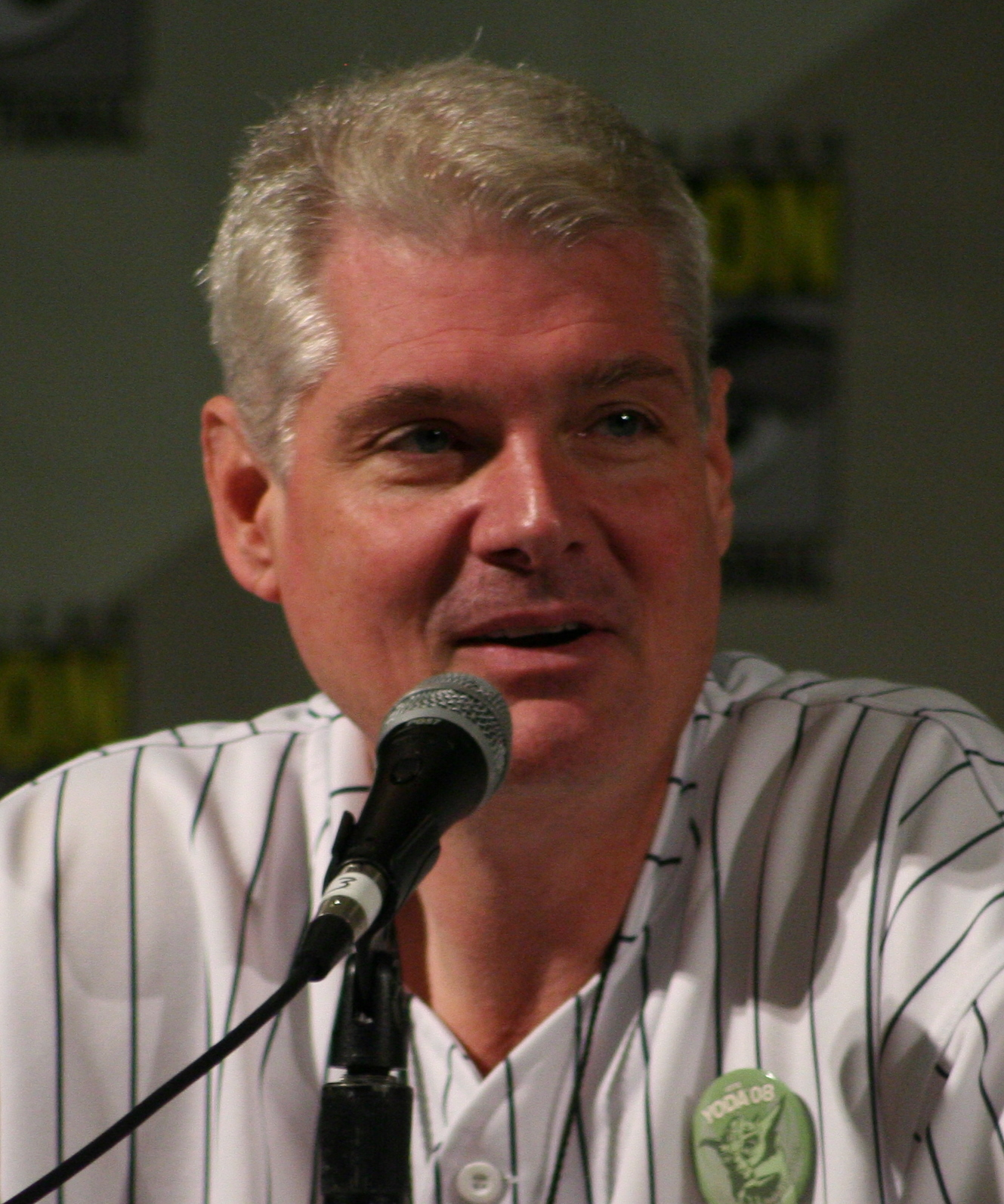
Tom Kane schlüpfte nach The Clone Wars erneut in die Rolle des Yoda.

Nachdem LEGO 1999 eine Lizenz zum Vertrieb von Star-Wars-Produkten unter dem Markennamen LEGO Star Wars erwarb und große Nachfrage genoss, erschien 2005 parallel zur Veröffentlichung des Kinofilmes Star Wars Episode III: Die Rache der Sith ein erster Mini-Movie. Dieser trug den Titel Revenge of the Brick und spielt während der Klonkriege. 2009 folgte mit Die Suche nach R2-D2 ein erster Nachfolger, der im selben Zeitraum anzusiedeln ist. Der 2010 erschienene Mini-Movie Jar Jar räumt auf arbeitet die Geschehnisse des Galaktischen Bürgerkrieges in humorvoller Weise auf. Unter dem Titel Star Wars in 2 Minuten wurden zudem zwei Stop-Motion-Kurzfilme veröffentlicht, welche die Original- und Prequel-Trilogie parodistisch zusammenfassen. In einem weiteren CGI-Kurzfilm, Die Klonkriege: Die animierten Comics, werden die Klonkriege aus der Perspektive eines Klones nacherzählt.
2011 wurde mit Die Padawan-Bedrohung ein 22-minütiger Fernsehfilm veröffentlicht, der im Zeitraum der Klonkriege einzuordnen ist. Die Mini-Movies Die Suche nach R2-D2, Jar Jar räumt auf, Star Wars in 2 Minuten (Teil 1), Star Wars in 2 Minuten (Teil 2) und Die Klonkriege: Die animierten Comics befinden sich auf der Veröffentlichung der DVD bzw. Blu-ray zu Die Padawan-Bedrohung. 2012 wurde der ebenfalls 22 Minuten lange Film Das Imperium schlägt ins Aus ausgestrahlt, der nach den Ereignissen von Eine neue Hoffnung spielt.
In dem 2014 veröffentlichten Kinofilm The LEGO Movie haben zudem verschiedene Figuren aus der Original-Trilogie (Han Solo, Lando Calrissian, C-3PO und Chewbacca) einen Kurzauftritt.

### Die Yoda Chroniken
Am 7. Dezember 2013 wurde die Fernsehserie Die Yoda Chroniken ausgestrahlt, die bereits vorab mit drei Mini-Movies angekündigt wurde. Als Executive Producers agierten Eric Erwick, John McCormac und Michael Price. Letzterer schrieb ebenfalls das Drehbuch, nachdem er zuvor als Autor an verschiedenen LEGO-Star-Wars-Filmen mitwirkte. Ausgestrahlt wurde die Serie in 22-minütigen Folgen auf Super RTL.
Die Serie ist im Zeitraum der Klonkriege angesiedelt und handelt von den Abenteuern des Jedi-Meisters Yoda, die jedoch nicht der kanonischen Zeitlinie entsprechen. Während ein Großteil der Figuren mit neuen Stimmen versehen wurde, kehrten unter anderem Tom Kane und Anthony Daniels in die Rollen des Yoda und C-3PO zurück.

### Die neuen Yoda Chroniken
Eigentlich als zweite Staffel von Die Yoda Chroniken geplant, lief 2014 mit Die neuen Yoda Chroniken eine Fortsetzungsserie an. Grund für die Umbenennung war die Tatsache, dass die Rechte für die Ursprungsserie beim US-amerikanischen Fernsehsender Cartoon Network lagen, die Ausstrahlung der zweiten Staffel jedoch für Disney XD geplant war. Um einen Rechtsstreit zu vermeiden, wurde die zweite Staffel als Nachfolgeserie konzipiert und im Mai 2014 auf Disney XD gestartet. Es folgte eine Reihe von acht Mini-Movies auf YouTube.
Die Handlung der Serie spielt während des Galaktischen Bürgerkrieges und nimmt ein weiteres Mal die Erlebnisse von Yoda ins Zentrum. Viele Charaktere aus der Original- und der Prequel-Trilogie treten hier auf. Billy Dee Williams schlüpft erneut in die Rolle des Lando Calrissian. Mit Ausstrahlung der vierten Folge der ersten Staffel fand die Serie ihr Finale.

### Die Droiden-Saga
Im Juli 2015 startete auf Disney XD die 5-teilige Miniserie Die Droiden-Saga. Diese wurde von John McCormack inszeniert, der auch an Die Yoda Chroniken beteiligt war, und zeigt die ersten sechs Kinofilme in komödiantischer Nacherzählung aus der Sicht des Protokolldroiden C-3PO in 22-minütigen Folgen. Gesprochen wird dieser wie auch in den Kinofilmen und diversen anderen Serien von Anthony Daniels.

### Das Erwachen des Widerstands
Zwischen Juli 2016 und September 2016 wurde auf Disney XD die Kurzfilm-Serie Das Erwachen des Widerstands ausgestrahlt, als deren Showrunner John Larena agierte. Sie dient als nichtkanonischer Vorläufer des Kinofilmes Star Wars: Das Erwachen der Macht.

### Die Abenteuer der Freemaker
Nach ihrer Ankündigung im Februar 2016 erschien im August 2016 die erste Folge der Serie Die Abenteuer der Freemaker. Der Serie folgte eine Reihe von fünf Kurzfilmen. Als Showrunner wurden Torsten Jacobson, Regisseur der Droiden Saga und Jill Wilfert, Produzent von The Lego Movie verpflichtet. Ausgestrahlt wurden die 22 Minuten langen Folgen auf Disney XD.
Die Serie spielt im Zeitraum zwischen den Ereignissen aus Das Imperium schlägt zurück und Die Rückkehr der Jedi-Ritter. Im Mittelpunkt steht eine Familie von Schrottsammlern, die unter dem Namen Freemaker bekannt ist und sich in den Konflikt zwischen der Rebellenallianz und dem Imperium hineingezogen fühlt. Die Serie endete nach Vollendung der zweiten Staffel.

### All-Stars
Im Oktober 2018 startete auf Disney XD die Serie All-Stars, die ein Spin-Off zu Die Abenteuer der Freemaker darstellt. Sie wurde von Bill Motz und Bob Roth inszeniert, die zuvor an der Ursprungsserie mitwirkten. All-Stars erschien im Miniserien-Format und umfasst acht Kurzfilme und neun 30-minütige Episoden, von welchen die erste einen Zusammenschnitt der Kurzfilme darstellt.
Die Serie spielt zu unterschiedlichen Zeitpunkten und an verschiedenen Schauplätzen, wodurch sowohl Figuren aus der Original-, als auch aus der Prequel- und Sequel-Trilogie auftreten. Im Zentrum steht auch hier die Familie der Freemaker, die hier durch die Zeitsprünge in verschiedenen Generationen repräsentiert wird.

### Specials
Im Dezember 2020 wurde auf Disney+ das 49-minütige Lego Star Wars Holiday Special veröffentlicht, das eine Fortsetzung und Parodie zum Star Wars Holiday Special aus dem Jahr 1978 darstellt. 2021 und 2022 folgten zwei weitere LEGO Star Wars Specials auf Disney+ unter den Titeln Gruselgeschichten und Sommerurlaub mit einer Länge von jeweils 48 Minuten.

## Annullierte Projekte

### Star Wars Underworld

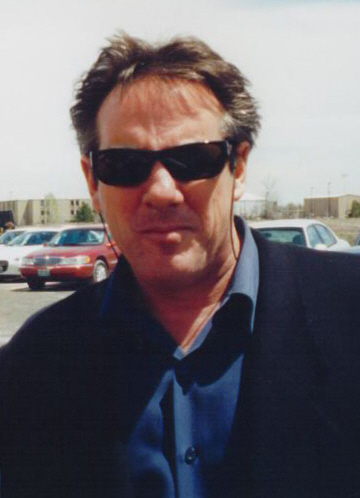
Rick McCallum wurde als Produzent der Realserie engagiert.

Im Jahr 2005 wurden erstmals Pläne für eine Live-Action-Fernsehserie vorgestellt, deren Handlung zwischen den Ereignissen der Original- und der Prequel-Trilogie angesiedelt ist. Star-Wars-Schöpfer George Lucas beschrieb das Projekt 2007 als „eine Serie, die in vier Shows aufgeteilt wird und sich auf verschiedene Charaktere konzentriert“. Nachdem der Autorenstreik von 2007 bis 2008 die Arbeiten an den Drehbüchern behinderte, wurde 2009 mit der Umsetzung der Serie begonnen. Als Produzent wurde Rick McCallum engagiert, der zuvor bereits an der Abenteuer-Serie Die Abenteuer des jungen Indiana Jones und der Prequel-Trilogie mit Lucas zusammenarbeitete. Dieser enthüllte im Jahr 2012, dass die Serie den Arbeitstitel Star Wars: Underworld trüge.
George Lucas beschrieb Underworld als „körnig und dunkel“ und verglich sie mit einer dramatischen Seifenoper im Film-Noir-Stil der 1940er-Jahre und bemerkte, dass sie dadurch weniger dem 1930er-Jahre-Action-Abenteuer-Genre entspringen würde. Im Mittelpunkt sollten neue oder in den Kinofilmen nur als Nebenrollen aufgetretene Charaktere stehen, wobei auch Figuren wie Han Solo, Chewbacca, Lando Calrissian, Boba Fett, C-3PO und Sheev Palpatine eine Bühne geboten werden sollte. Auf Grundlage von über 50 geschriebenen Drehbüchern waren bereits über hundert 42-minütige Episoden in Planung, die sich um kriminelle und politische Machtkämpfe während des Aufstiegs des Imperiums drehen. Einer der Schriftsteller war Ronald D. Moore. Auf der Skywalker Ranch wurden unter Aufsicht von Lucas und McCallum Charakter-, Kostüm- und Bühnenbilder entwickelt.
Im Januar 2012 wurde bekanntgegeben, dass das Projekt erst Jahre später weiter vorangetrieben werden solle, da die notwendigen Technologien, um die Serie innerhalb des Budgets umzusetzen, noch nicht vorhanden seien. Auch nach dem Verkauf von Lucasfilm an Disney wurde weiter an den Plänen festgehalten. Einige der Ideen für die Serie wurden in anderen Werken aufgegriffen. Ursprünglich war die Handlung der beiden A-Star-Wars-Story-Filme sowie verschiedener The-Clone-Wars-Episoden als Teil der Realserie konzipiert. Schlussendlich resultierte die Serie The Mandalorian aus dem Projekt. Anfang 2020 wurden von Stargate Studios für Fernsehsender produzierte Testaufnahmen sowie ein Google-Docs-Dokument, das alle Produktionsinformationen zur Serie enthält, veröffentlicht.

### UnbetitelteThe-Clone-Wars-Spin-Off-Serie
Im Jahr 2012 entwickelte George Lucas während der Arbeit an der fünften Staffel der Animationsserie The Clone Wars die Idee für eine Spin-Off-Serie. Diese sollte von einer Gruppe junger Padawan-Schüler handeln und mit einem 90-minütigen Pilotfilm starten. Für diesen wurden bereits erste Skripte geschrieben, bevor die Idee noch im selben Jahr verworfen wurde. Die Handlung wurde anstelle dessen in den Folgen Die Versammlung, Profitieren, Die Rettungsmission und Kenne Deine Feinde der fünften Staffel von The Clone Wars verarbeitete, die als Younglings-Arc bekannt sind. Die Planung der Serie war seinerzeit das letzte Star-Wars-Projekt an dem Lucas arbeitete, bevor die Marke an Disney verkauft wurde.

### Unbetitelte Cara-Dune-Serie

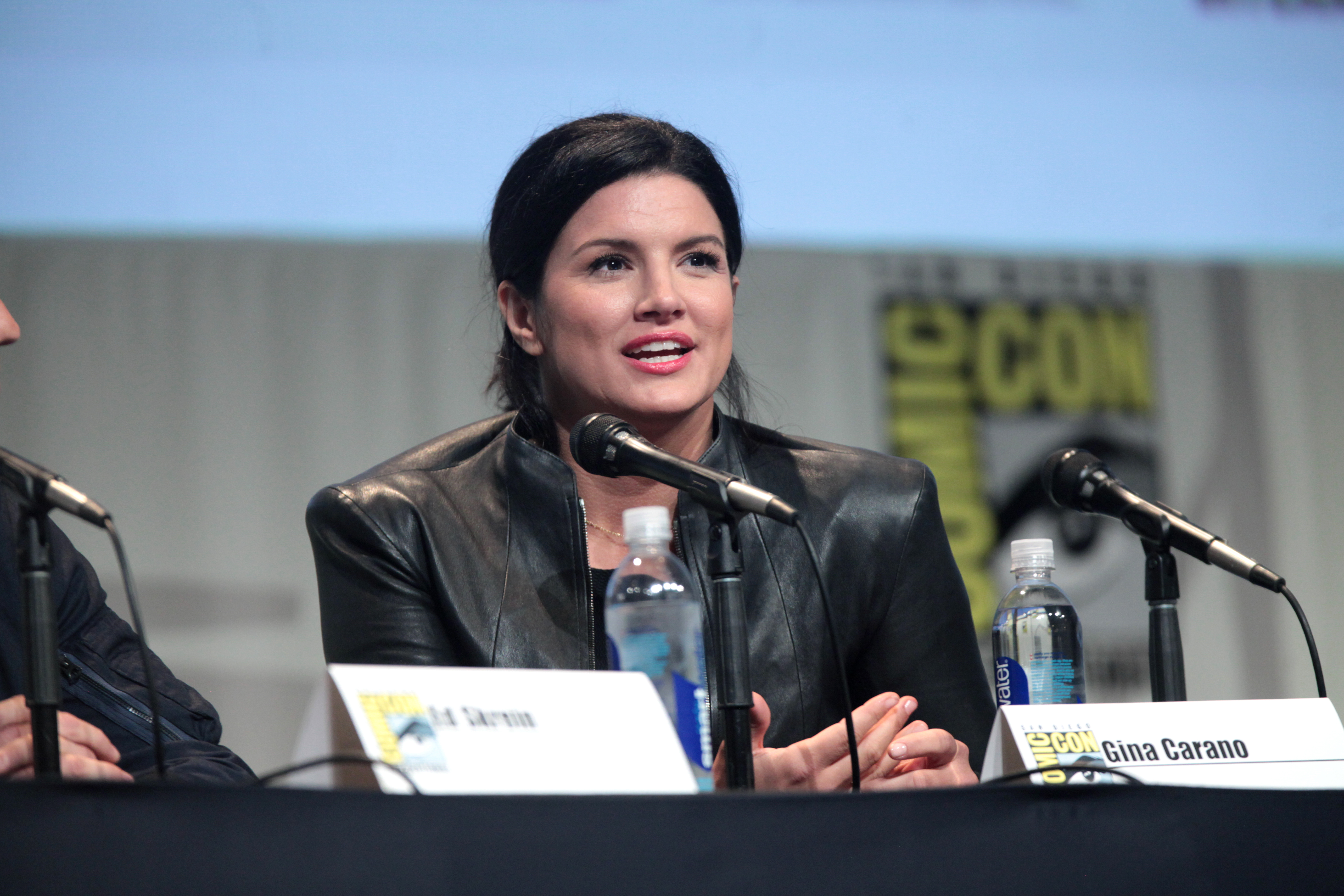
Für Gina Caranos Figur Cara Dune war ein Spin-Off geplant.

Nachdem sie in der Realserie The Mandalorian eingeführt wurde, wurden im November 2020 erste Pläne für eine Spin-Off-Serie zu der Figur Cara Dune entworfen. Nachdem die Darstellerin Gina Carano im Frühjahr auf Grund von antisemitischen Aussagen, sowie der Verbreitung von Verschwörungstheorien aus der Produktion der Hauptserie ausschied, wurde das ihr gewidmete Projekt vorerst eingestellt.

### Rangers of the New Republic
Im Dezember 2020 wurde neben Ahsoka mit Rangers of the New Republik ein weiterer Ableger von The Mandalorian angekündigt. Als Showrunner wurden erneut Jon Favreau und Dave Filoni genannt. Im Mai 2021 wurde jedoch bereits bekanntgegeben, dass schon nicht mehr aktiv an der Serie gearbeitet werden würde. Zusammenhänge mit der vorhergegangenen Kündigung Gina Caranos, die Quellen zufolge eine zentrale Rolle in der Serie spielen sollte, wurden nicht offiziell bestätigt. Im November 2021 gab Lucasfilm-Präsidentin Kathleen Kennedy bekannt, dass immer noch keine Drehbücher geschrieben worden seien und dass die Serie nicht weiterverfolgt werden würde. Stattdessen flossen unbenutzte Konzepte, Handlungselemente und Ideen in The Mandalorian und Ahsoka.
Im Zentrum der ursprünglich geplanten Serie sollte die militärische Einheit der Neuen Republik, mit dem Fokus auf die Figur Captain Carson Teva (gespielt von Paul Sun Hyung-Lee) stehen, sowie auf dasselbe narrativ vereinende Finale wie The Mandalorian und Ahsoka hinführen.

### Lando
Schon 2019 wurde erstmals von einer geplanten Serie, mit dem Fokus auf die Figur des Schmugglers und späteren Rebellen Lando Calrissian, bekannt aus den Filmepisoden V, VI und IX, sowie als einer der Hauptrollen in Solo: A Star Wars Story (2018), berichtet. Inszeniert werden sollte die Produktion, laut älteren Berichten der Presse, zunächst von Justin Simien. Im Dezember 2020 wurde die Serie mit dem Titel Lando seitens Lucasfilm und Disney schließlich offiziell angekündigt.
Im Jahr 2023 wurde jedoch durch die Boulevardzeitung Variety und einer anschließenden Bestätigung durch Lucasfilm berichtet, dass das Projekt in Form einer Fernsehserie für Disney+ eingestampft worden sei, und eine Fortsetzung der Produktion nun mit dem Fokus auf eine Realisierung als Spielfilm angedacht sei. Am Drehbuch des Films sollen Stephen Glover, sowie Donald Glover, der Lando Calrissian in Solo: A Star Wars Story verkörperte, beteiligt sein.
Im Zentrum der Serie, bzw. des Films soll die Figur Lando Calrissian stehen. Diese ist nach den Klonkriegen als Geschäftsmann, Schmuggler und Glücksspieler aktiv und gerät später an die kriminelle Bande von Tobias Beckett, zu der auch Han Solo gehört, an den er in einem Kartenspiel sein Schiff, den Millennium Falken (auch: Rasender Falke) verliert. Während der Ära des Imperiums ist er Administrator der Wolkenstadt, bevor er sich der Rebellion anschließt und während des späteren Krieges gegen die Erste Ordnung dem Widerstand im Kampf gegen den Imperator zur Seite steht.
In den Kinofilmen wurde die Figur des Lando Calrissian von Billy Dee Williams und Donald Glover verkörpert.

## Rezeption

### Kritik
| Titel                  | Staffel | Rotten Tomatoes | Metacritic |
| ---------------------- | ------- | --------------- | ---------- |
| Clone Wars             | 1       | 80 %            |            |
| The Clone Wars         | 1       | 67 %            | 64 %       |
| The Clone Wars         | 2       | 100 %           |            |
| The Clone Wars         | 3       | 100 %           |            |
| The Clone Wars         | 4       | 100 %           |            |
| The Clone Wars         | 5       | 100 %           |            |
| The Clone Wars         | 6       | 100 %           |            |
| The Clone Wars         | 7       | 100 %           |            |
| Rebels                 | 1       | 92 %            | 78 %       |
| Rebels                 | 2       | 100 %           |            |
| Rebels                 | 3       | 100 %           |            |
| Rebels                 | 4       | 100 %           |            |
| Resistance             | 1       | 92 %            |            |
| Resistance             | 2       |                 |            |
| The Mandalorian        | 1       | 93 %            | 70 %       |
| The Mandalorian        | 2       | 94 %            | 76 %       |
| The Mandalorian        | 3       | 86 %            | 50 %       |
| The Bad Batch          | 1       | 86 %            | 67 %       |
| The Bad Batch          | 2       | 90 %            | 84 %       |
| Das Buch von Boba Fett | 1       | 66 %            | 54 %       |
| Obi-Wan Kenobi         | 1       | 82 %            | 63 %       |
| Andor                  | 1       | 96 %            | 86 %       |
| Ahsoka                 | 1       | 87 %            | 68 %       |
| The Acolyte            | 1       | 78 %            | 67 %       |
| Skeleton Crew          | 1       | 90 %            | 72 %       |